# Remseck am Neckar

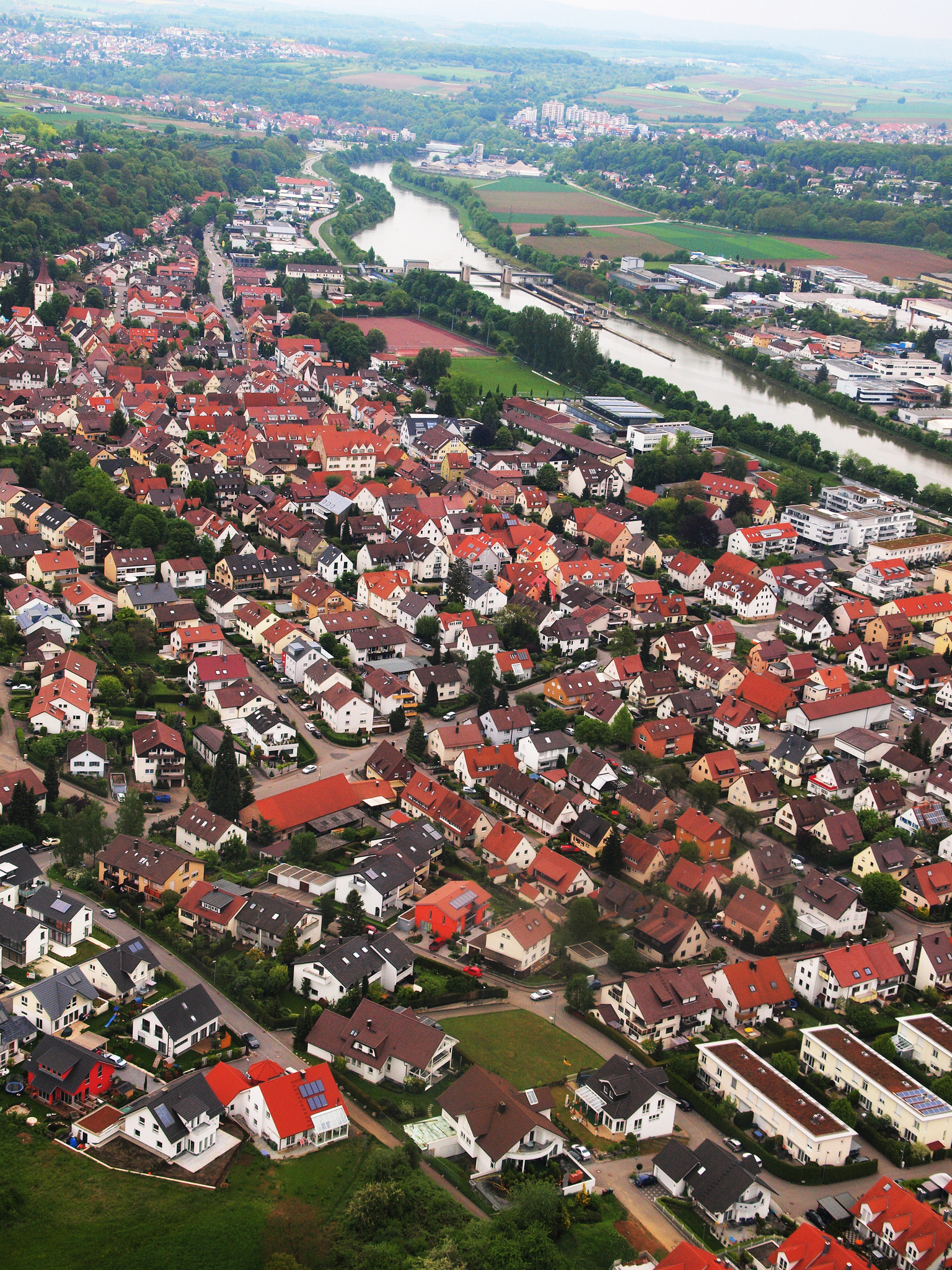
Luftaufnahme von Aldingen aus dem Jahr 2010

Remseck am Neckar ist eine an der nordöstlichen Stadtgrenze von Stuttgart gelegene Mittelstadt in Baden-Württemberg. Sie ist gemessen an der Bevölkerungszahl die fünftgrößte Stadt des Landkreises Ludwigsburg. Remseck am Neckar gehört zum Mittelbereich Ludwigsburg/Kornwestheim innerhalb des Oberzentrums Stuttgart, zur Region Stuttgart (bis 1992 Region Mittlerer Neckar) sowie zur europäischen Metropolregion Stuttgart. Die Gemeinde mit ihren sechs räumlich getrennten Stadtteilen wurde 1975 im Rahmen der baden-württembergischen Gebietsreform zunächst unter dem Namen Aldingen am Neckar gegründet und 1977 in Remseck am Neckar umbenannt. Seit 2004 ist Remseck am Neckar Große Kreisstadt.

## Geographie

### Lage und Topographie

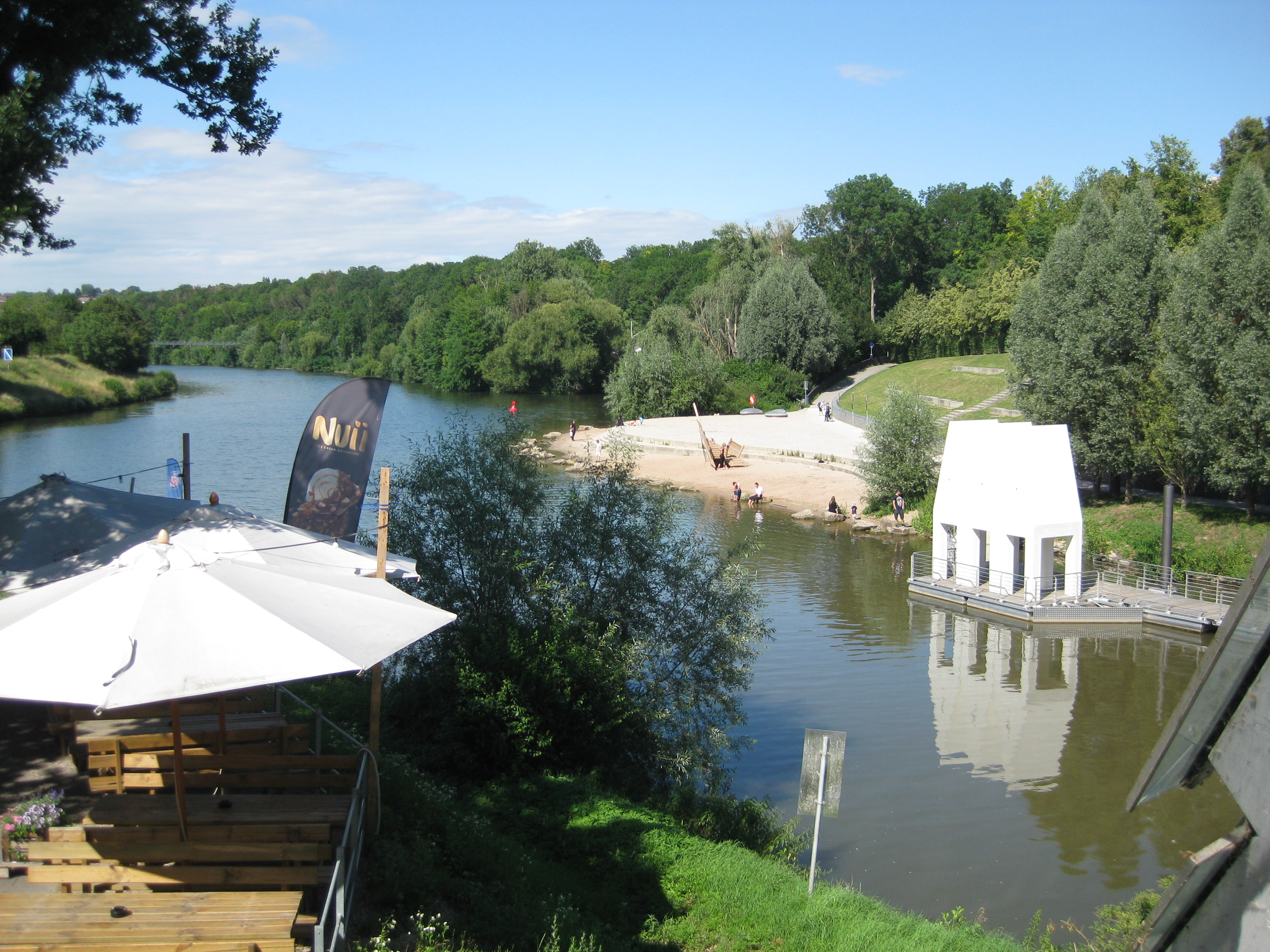
Remsmündung in Remseck (2020)

Remseck am Neckar liegt nördlich anschließend an die Landeshauptstadt Stuttgart im Naturraum Neckarbecken. Die einzelnen Stadtteile sind verteilt auf die naturräumlichen Teileinheiten Südwestliches Neckarbecken (hierbei im Langen Feld), Backnanger Bucht und Waiblinger Bucht.
Im Südwesten fließt der Neckar beim Stadtteil Aldingen von Stuttgart kommend in das Stadtgebiet und verlässt es wieder in nördlicher Richtung beim Stadtteil Hochberg. Insgesamt haben vier der sechs Stadtteile einen Anteil am Neckarufer. Die Mündung der Rems befindet sich am Rand des Stadtteils Neckarrems gegenüber von Neckargröningen. Im nördlichen Gemeindegebiet (Gemarkung Hochdorf) vereinigen sich der Zipfelbach und sein Nebenfluss Strombach mit weiteren Zuflüssen (Lembach, Riedbach, Seelesbach), im südlichen Gemeindegebiet (Gemarkung Aldingen) mündet der Holzbach von links in den Neckar. Das Neckartal und dessen von diesen Wasserläufen gebildeten Nebentäler schneiden die sie umgebenden Hochflächen um bis zu hundert Meter ein. Neben den von Flüssen durchzogenen Tälern gibt es zudem eine Reihe von Trockentälern wie beispielsweise Hartmannsgraben und Regental.
Der niedrigste Punkt im Stadtgebiet ist mit 202,8 m ü. NHN das Flussbett des Neckars an der Markungsgrenze zu Poppenweiler, was dem Stauziel des Neckars zwischen der Staustufe Aldingen und der Staustufe Poppenweiler entspricht. Der höchste Punkt befindet sich auf der Oßweiler Höhe an der unmittelbaren Gemarkungsgrenze von Aldingen zu Ludwigsburg, mit 309,3 m ü. NHN. Auch an anderen Stellen liegen die lokal höchsten Punkte am Rande der Remsecker Gemarkungen, so etwa südlich des Hochberger Waldes auf dem Hesenbühl an der Grenze zur Bittenfelder Gemarkung (ca. 299 m über NHN), am Lotterbühl (ca. 292 m über NHN) beim Nordhang des Hartwaldes, sowie auf dem Aldinger Berg (ca. 292 m über NHN) im Siedlungskern des Stadtteils Pattonville nahe der Gemarkungsgrenze zu Kornwestheim.

### Nachbargemeinden
Folgende Städte und Gemeinden grenzen an die Stadt Remseck am Neckar. Sie werden im Uhrzeigersinn genannt:
Im Westen von Remseck liegt Kornwestheim, im Norden Ludwigsburg (Stadtteile Grünbühl-Sonnenberg, Oßweil und Poppenweiler) sowie Marbach am Neckar (Stadtteil Siegelhausen), alle zum Landkreis Ludwigsburg gehörig, östlich von Remseck liegt Waiblingen (Ortschaften Bittenfeld und Hegnach) sowie südöstlich Fellbach (Stadtteil Oeffingen), beide zum Rems-Murr-Kreis gehörig, im Südwesten liegt die Landeshauptstadt Stuttgart (Stadtbezirk Mühlhausen).

### Stadtgliederung

Gemarkungen der Stadt Remseck am Neckar

Die Stadt Remseck am Neckar besteht aus den sechs räumlich getrennten Stadtteilen Aldingen, Hochberg, Hochdorf, Neckargröningen, Neckarrems und Pattonville.
Mit Ausnahme von Pattonville sind diese Stadtteile ehemalige Gemeinden gleichen Namens und die räumlichen Grenzen identisch mit ihren jeweiligen Gemarkungsflächen. Der Stadtteil Pattonville wird durch den sich auf Aldinger Gemarkung befindlichen östlichen Teil der gleichnamigen Siedlung gebildet. Der westliche Teil der Siedlung ist ein Stadtteil von Kornwestheim. Der Stadtteil Aldingen entspricht demzufolge der Gemarkungsfläche von Aldingen ohne dem Siedlungsgebiet von Pattonville.
Zu den einzelnen Stadtteilen gehören noch separat gelegene Wohnplätze mit besonderem Namen, wie Sonnenhof und Markgröninger Weg in Aldingen, Oberwiesen und Schießtal in Neckargröningen und das Gehöft Remseck in Neckarrems. Des Weiteren werden in den Stadtteilen zum Teil Wohngebiete sowie Gewerbegebiete mit eigenem Namen unterschieden, die jedoch teilweise nicht genau abgrenzbar sind. Zu den Wohngebieten gehören beispielsweise die Halden in Aldingen und der Schlossberg in Neckarrems, zu den Gewerbegebieten die Neckaraue in Hochberg, das Schießtal in Neckargröningen und der Gewerbepark Aldinger Schleuse in Aldingen.
Die Neue Mitte von Remseck entsteht am Mündungsbereich der Rems beiderseits des Neckars zwischen den Stadtteilen Neckarrems und Neckargröningen.
| Gemarkung               | Fläche in ha | Stadtteil       | Benamte Teilgebiete                                                                                      | Einwohner (Stand 31. Dezember 2023) |
| ----------------------- | ------------ | --------------- | --- | ----------------------------------- |
| Aldingen                | 819,49       | Aldingen*       | Halden (Wohngebiet), Gewerbepark Aldinger Schleuse, Markgröninger Weg (Wohnplatz), Sonnenhof (Wohnplatz) | 8.341                               |
| Aldingen                | 819,49       | Pattonville**   | – | 5.113                               |
| Hochberg                | 314,04       | Hochberg        | Neckaraue (Gewerbegebiet), Egenhöft (Wüstung)                                                            | 3.635                               |
| Hochdorf                | 292,41       | Hochdorf        | Schlossgartenareal, Zipfelbachtal, Fuchsgrube (Waldangrenzung)                                           | 2.162                               |
| Neckargröningen         | 387,97       | Neckargröningen | Oberwiesen (Wohnplatz), Schießtal (Gewerbegebiet)                                                        | 2.599                               |
| Neckarrems              | 466,20       | Neckarrems      | Schlossberg (Wohngebiet, darin aufgegangen das Gehöft Remseck), Reningen (Wüstung)                       | 4.765                               |
| Stadt Remseck am Neckar |              |                 | |                                     |

* Aldinger Gemarkung ohne Pattonville
** Anteil der Siedlung Pattonville auf Aldinger Gemarkung (ohne Kornwestheim-Pattonville)

### Flächenaufteilung
Nach Daten des Statistischen Landesamtes, Stand 2014.

## Geschichte

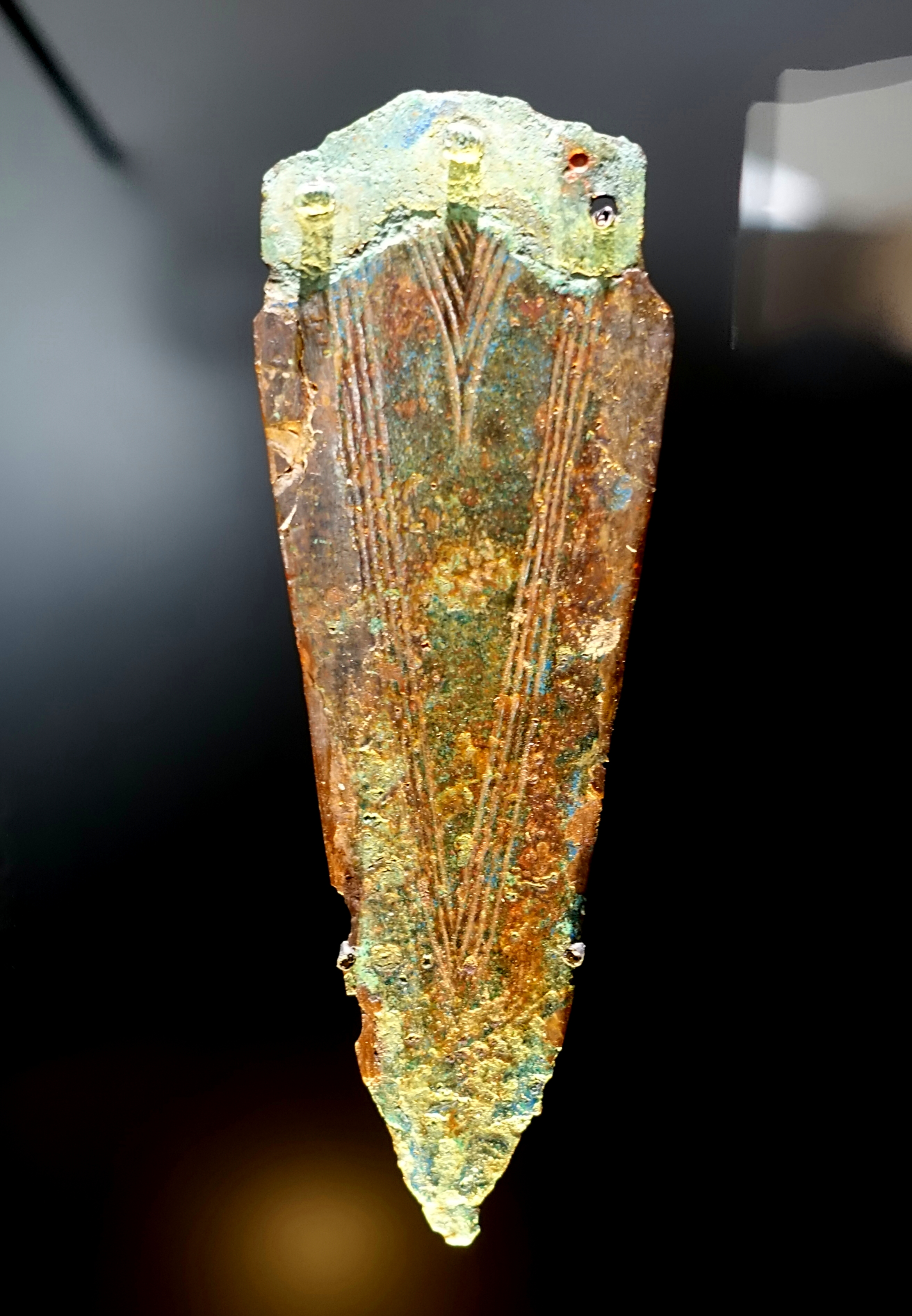
Verzierte Dolchklinge von etwa 2000 v. Chr. aus einer Fundstätte bei Aldingen, Landesmuseum Württemberg

### Frühgeschichte
Es gibt auf dem heutigen Remsecker Stadtgebiet Funde aus allen frühgeschichtlichen Perioden seit dem Frühneolithikum. Unter anderem gibt es bei Hochdorf Hinweise auf Siedlungen der Bandkeramiker. 1988 wurden in Aldingen mehrere Gruben der Schussenrieder Kultur untersucht. Auch auf der Gemarkung von Neckarrems wurde wohl schon vor etwa 3000 Jahren gesiedelt. Aus der Frühen Bronzezeit wurde im heutigen Wohngebiet Halden die größte bekannte Nekropole der Neckar-Gruppe gefunden. Im Rahmen von Bauarbeiten zur Erweiterung von Pattonville im Jahr 2006 wurden dort unter anderem Siedlungsspuren aus der späten Hallstatt- oder frühen Latènezeit gefunden.

### Remseck in römischer Zeit
Auf den Gemarkungen Remsecks gibt es mehrere Fundstellen aus römischer Zeit. Die Überreste eines römischen Gutshofes in der Flur Rötelbrunnen oberhalb von Neckarrems wurden zu Beginn des 20. Jahrhunderts archäologisch gründlich untersucht. Für eine weitere Fundstelle auf Neckarremser Gemarkung ist nicht geklärt, ob hier ein weiterer Gutshof gestanden hat oder ob lediglich Material durch die Rems angeschwemmt wurde. Auf Aldinger Gemarkung hat es sicher mindestens vier römische Gutshöfe gegeben. Der Gutshof in der Flur „Aldinger Berg“ befindet sich unterhalb der heutigen Wohnbebauung von Pattonville. Des Weiteren gab es Höfe in den Fluren „Bei den Stämmen“, „Weglänge“ und „Klingelbrunnen“. In der Flur „Engelwiesenäcker“ westlich von Hochdorf wird ebenfalls ein römisches Gebäude vermutet. Auf der Gemarkung von Neckargröningen sollen zwei weitere Gutshöfe gestanden haben, zum einen nördlich des Ortes in der Flur „Au“ sowie nahe dem Schießtal in der Flur „Steinböß“. Insgesamt war das Gebiet des heutigen Remsecks durch die Gutshöfe geprägt, die Bevölkerungsdichte also insbesondere im Bereich der Aldinger Gemarkung relativ hoch, obwohl es keine städtische Siedlung gab. Nachdem die Römer die Region als Folge des Limesfalls im 3. Jahrhundert verlassen hatten, wurden die Gutshöfe nicht weitergenutzt. Durch Sueben, Alamannen und Franken entstanden hingegen neue Siedlungen und Höfe und somit die wahrscheinlichen Vorläufer der heutigen Remsecker Teilorte.

### Gründung und Namensgebung der Vorläufergemeinden
Die ersten urkundlichen Erwähnungen der heutigen Remsecker Stadtteile Aldingen, Hochberg, Hochdorf, Neckargröningen und Neckarrems erfolgten im Mittelalter. Neckargröningen wurde als erster der fünf Orte unter dem Namen Gruonincheim im Schenkungsbuch des Klosters Lorsch für das Jahr 806 genannt. Seine Zugehörigkeit zum Neckargau wurde zur Unterscheidung von (Mark-)Gröningen explizit erwähnt. Bereits zuvor erfolgte Nennungen von Gruoninga lassen sich nicht sicher Neckargröningen zuordnen und könnten auch Markgröningen meinen. Mit dem Bedeutungsverlust des Neckargaus kam die Vorsilbe „Neckar-“ zum Gröninger Ortsnamen zur Unterscheidung von Markgröningen hinzu.
Aldingen wurde im Hirsauer Codex für das Jahr 1100 erstmals unter dem Namen Almendingen erwähnt. Der Name weist auf einen möglichen alamannischen Ortsgründer namens Alamund hin und damit ähnlich wie bei Neckargröningen auf eine wahrscheinlich durch Alamannen erfolgte Gründung in der Merowingerzeit. Archäologische Funde im Bereich der Ortsbebauung Aldingens und Neckargröningens bezeugen die wahrscheinliche Existenz der beiden Orte spätestens im 7. Jahrhundert. Ein suebisches Gräberfeld in der Aldinger Flur Bückele weist auf eine noch frühere merowingerzeitliche Siedlung hin, die aber wahrscheinlich vor der Gründung des heutigen Aldingens wieder aufgegeben wurde.
Die erste sichere Nennung Hochdorfs stammt wie bei Aldingen aus dem Hirsauer Codex für die Zeit nach 1105. Frühere Nennungen von Hochdorf lassen sich nicht sicher diesem Ort zuweisen, geben aber Hinweise auf eine Gründung bereits im frühen Mittelalter. Hochberg wurde unter dem Namen Hohenberg erstmals im Jahre 1231 erwähnt, als eine Urkundenabschrift einen gewissen Herbrand von Hohenberg nennt. Neckarrems wurde 1268 als Rems erstmals erwähnt. Der Zusatz „Neckar“ wurde zur Unterscheidung erst im 17. Jahrhundert hinzugefügt. Obgleich die Gemarkungen der Ortsteile Hochberg und Neckarrems wie alle Remsecker Gemarkungen bereits in früheren Epochen besiedelt waren, entstanden die Vorläufer der heutigen Orte oder zumindest ihre heutigen Ortsnamen in Folge der hochmittelalterlichen Burgen Hochberg und Rems.

### Vom Mittelalter zur Neuzeit

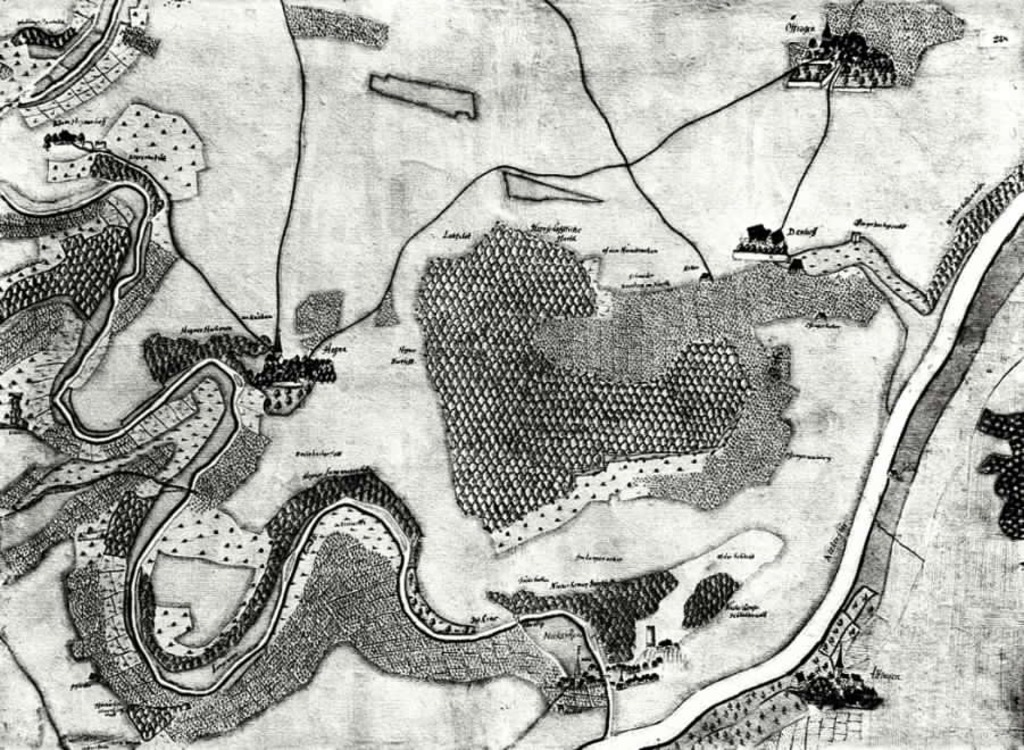
Ausschnitt aus der Kieserschen Forstkarte (Nr. 238) unter anderem mit Ansichten von Necker Rems (Neckarrems), Altingen (Aldingen), der abgegangenen Burg Remseck und der Remsmündung

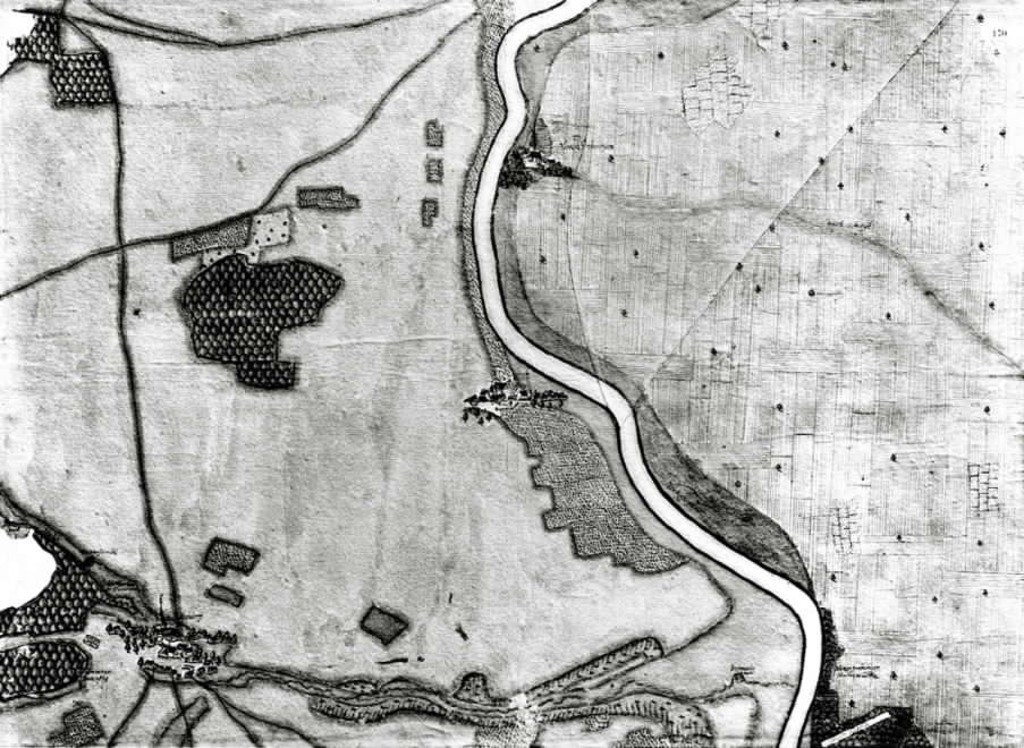
Ausschnitt aus der Kieserschen Forstkarte (Nr. 170) mit Ansichten von Necker-Grönningen (Neckargröningen) und Hochdorff (Hochdorf) sowie dem nicht beschrifteten Hochberg.

Neckarrems und Neckargröningen waren bereits seit dem Hochmittelalter württembergischer Besitz. Die zuvor zur Grafschaft Asperg gehörige Herrschaft Aldingen war hingegen im Jahr 1278 dem Burggraf Walter von Kaltental als Lehen übergeben worden. Burggraf Johann II. von Kaltental und seine Brüder bauten in Aldingen zu Beginn des 14. Jahrhunderts eine heute nicht mehr erhaltene Burg und machten sie zum Hauptsitz der Familie. Die Kaltentaler beherrschten den Ort bis 1746. Die Herrschaft Hochberg kam 1337 an die Herren Nothaft von Hohenberg. Der Herrschaft Hochberg gehörte lange Zeit auch Hochdorf an. Zuvor saßen die Nothaft zeitweise als württembergische Dienstmannen auf Burg Rems. Sowohl die Kaltentaler als auch die Nothaft waren ab dem 16. Jahrhundert dem Stand der Reichsritter angehörig und mit ihren heute zu Remseck zählenden Herrschaften im Ritterkanton Kocher immatrikuliert. Die Herrschaften Aldingen und Hochberg (samt Hochdorf und dem Weiler Kirschenhardthof) waren somit reichsunmittelbar und von dem sie umgebenden Württemberg weitgehend unabhängig. Mit dem Aussterben der beiden Aldinger Linien der Kaltentaler kam die Herrschaft Aldingen im Jahr 1746 an Württemberg. Die Herrschaft Hochberg gelangte nach dem Aussterben der Nothaft im Jahr 1684 an Uriel von Gemmingen. Die Familie von Gemmingen verkaufte die Herrschaft 1779 an Herzog Friedrich Eugen von Württemberg, der sie zwei Jahre darauf seinem Bruder Carl Eugen überließ. Dieser gliederte die Herrschaft dem herzoglichen Hofkammergut als Stabsamt Hochberg an. Ihren Status als reichsritterschaftliche Orte behielten Aldingen, Hochberg und Hochdorf trotz der Zugehörigkeit zu Württemberg noch bis zum Ende des Alten Reichs 1805, was sich beispielsweise in der Steuergesetzgebung oder in den Rechten der jüdischen Gemeinden in Aldingen und Hochberg bemerkbar machte.
Nach der Umsetzung der neuen Verwaltungsgliederung im 1806 gegründeten Königreich Württemberg gehörten Aldingen und Neckargröningen dem Oberamt Ludwigsburg an, während die drei übrigen Orte dem Oberamt Waiblingen unterstellt waren. Das Stabsamt Hochberg wurde nun zugunsten der Gemeinden Hochberg und Hochdorf aufgelöst. Bei der Verwaltungsreform während der NS-Zeit in Württemberg wurden 1938 alle Orte des heutigen Remseck dem neuen Landkreis Ludwigsburg zugeteilt. Da die Ortschaften nach dem Zweiten Weltkrieg Teil der Amerikanischen Besatzungszone geworden waren, gehörten sie somit seit 1945 zum neu gegründeten Land Württemberg-Baden, das 1952 im jetzigen Bundesland Baden-Württemberg aufging.

### Gemeindefusion

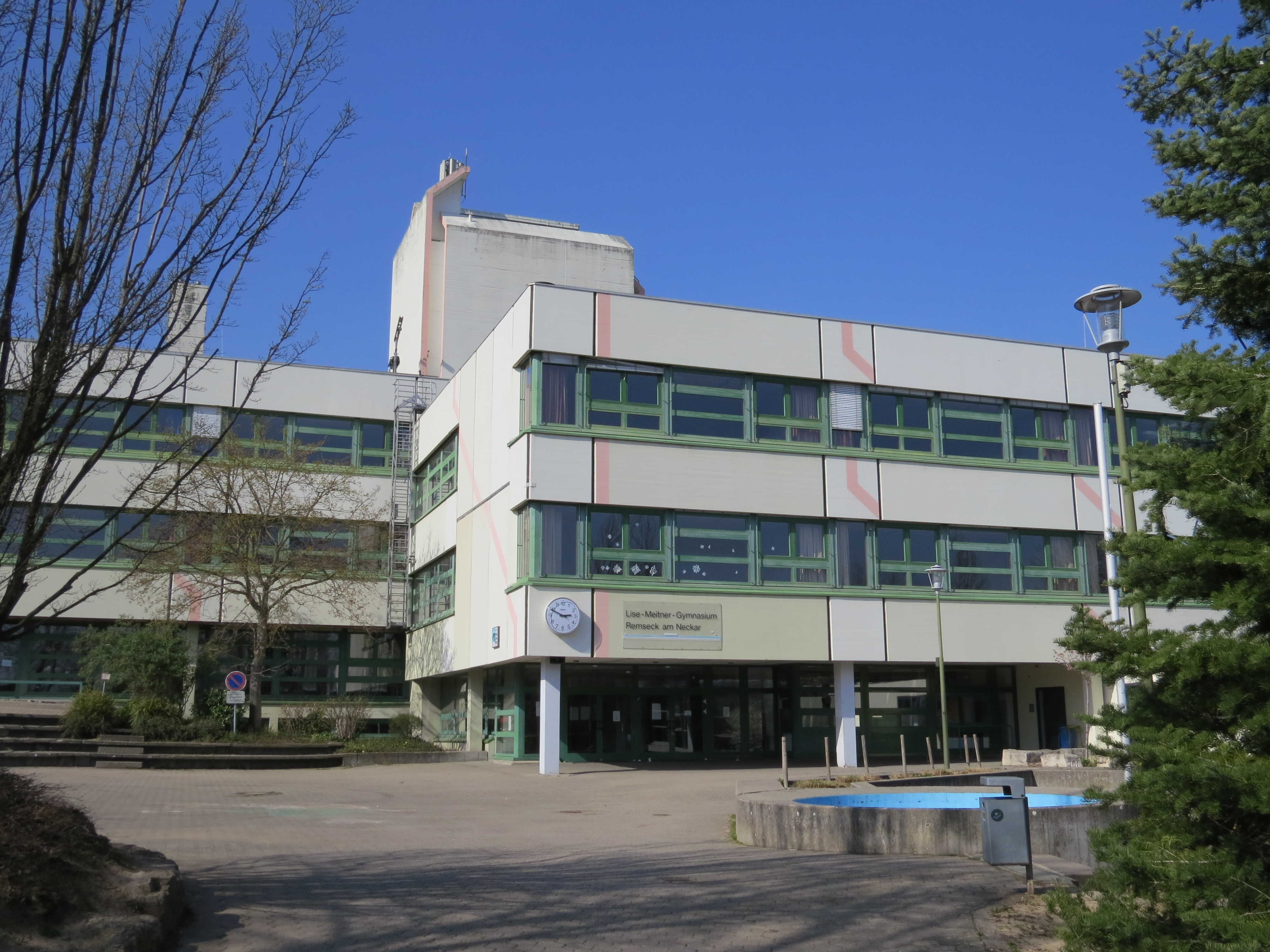
Lise-Meitner-Gymnasium im Bildungszentrum Remseck auf dem Gomperle

Seit den 1960er Jahren zählten die fünf Vorgängergemeinden Remsecks zusammen mit dem heutigen Ludwigsburger Stadtteil Poppenweiler zum Verwaltungsraum Rems-Neckar. Der Schulentwicklungsplan von 1965 sah für diesen Verwaltungsraum zwei zu errichtende Schulzentren vor. Geplant war, einerseits für Aldingen, Neckargröningen und Neckarrems ein Schulzentrum zu errichten und andererseits für Hochberg, Hochdorf und Poppenweiler ein zweites. Eine weiterführende Schule existierte in der Folge nur mit der 1966 auf dem Campus der Aldinger Neckarschule eingerichteten Außenstelle der Ludwigsburger Realschule West, die 1969 zur selbstständigen Realschule Aldingen wurde. 1970 erfolgte von Hochberger Seite der Vorschlag ein gemeinsames Schulzentrum für alle sechs Gemeinden zu errichten. Auch in anderen Bereichen hatten die Gemeinden des Verwaltungsraums Rems-Neckar bereits im Rahmen von Zweckverbünden zusammen gearbeitet, so unterhielten sie seit 1961 bereits ein gemeinschaftliches Ortsbauamt. Mit den beiden im Rahmen des Projekts diskutierten Standorten konnte sich Poppenweiler jedoch nicht anfreunden, weshalb dieses 1971 das Projekt verließ. Im selben Jahr gründeten die fünf verbliebenen Gemeinden einen Zweckverband, der in seiner Zusammensetzung so erstmalig die spätere Stadt Remseck vorwegnahm. Da sich der Bevölkerungsschwerpunkt des Zweckverbandes durch das Ausscheiden Poppenweilers in Richtung Aldingen verschoben hatte, fiel die Entscheidung für den Schulstandort zugunsten des Gomperles, eines Ausläufers des Langen Feldes mit einer zentralen Lage zwischen den Stadtteilen Aldingen und Neckargröningen. Dort wurde ein 1975 eingeweihtes Bildungszentrum errichtet, das heute das Lise-Meitner-Gymnasium beherbergt. Trotz dieser bereits etablierten Zusammenarbeit im Verwaltungsraum Rems-Neckar hatten die einzelnen Gemeinden keine Absicht vollständig zu fusionieren. So lehnten noch 1973 in einer Stellungnahme die vier Gemeinden Hochberg, Hochdorf, Neckarrems und Neckargröningen eine Fusion ab. Umgekehrt machten die Städte Stuttgart, Ludwigsburg und Kornwestheim Anspruch auf eine Eingemeindung Aldingens geltend. Im Jahr 1974 war von Aldinger und kurz darauf auch von Hochdorfer Seite jeweils ein Eingemeindungsvertrag mit der Stadt Ludwigsburg unterzeichnet worden. Gegen diese Eingemeindungen wurde im Baden-Württembergischen Landtag Einspruch erhoben, da die Befürchtung bestand, dass die übrigen Gemeinden des Verwaltungsraums Rems-Neckar ohne Beteiligung Aldingens nicht überlebensfähig sein würden. Die vom Landtag geforderte Fusion der fünf Gemeinden wurde in der Folge erst kurz vor Fristende der Gemeindereform entschieden, lediglich das ursprünglich ebenfalls zum Verwaltungsraum zählende Poppenweiler wurde kein Teil Remsecks, sondern nach Ludwigsburg eingemeindet.

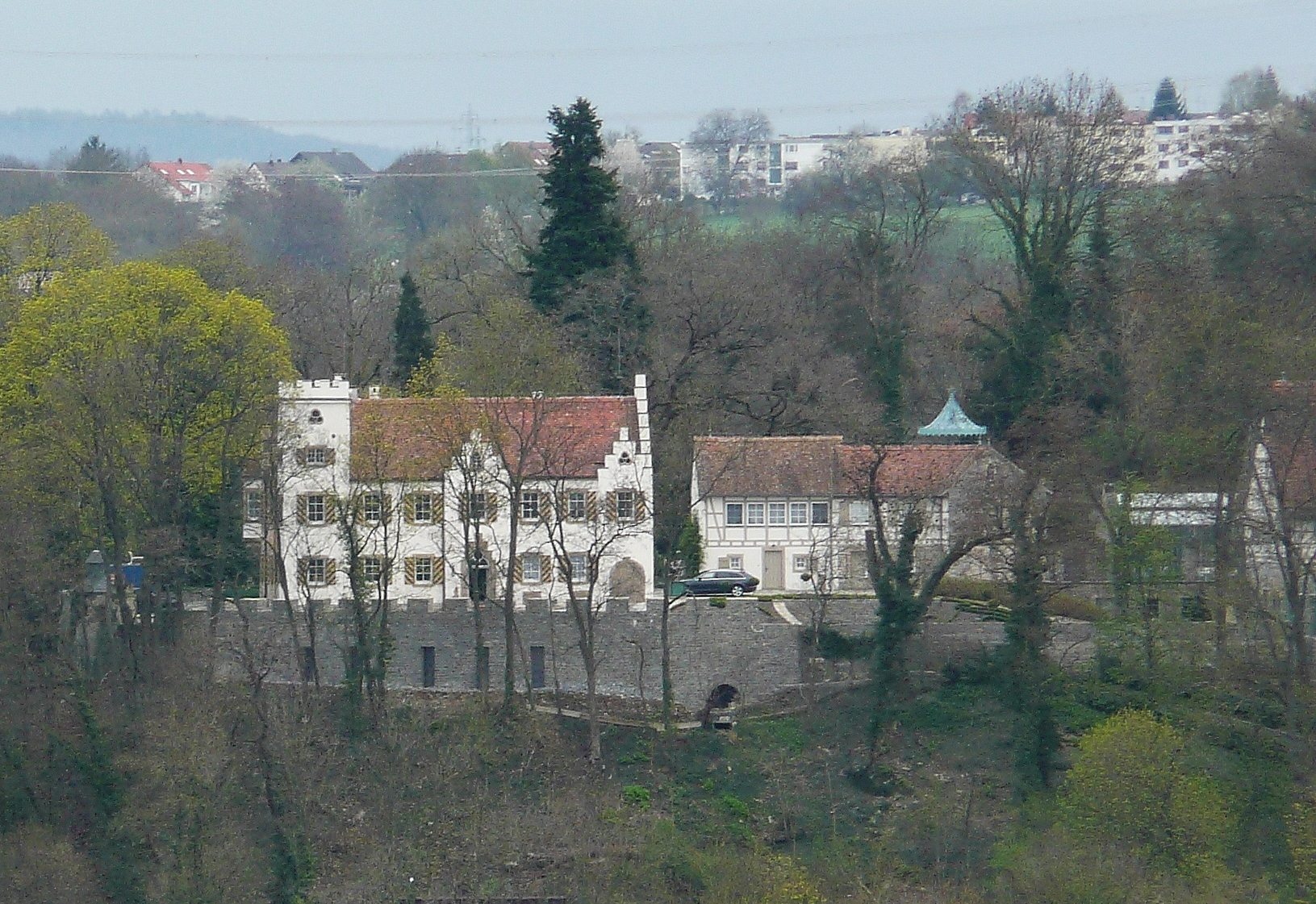
Das namensgebende Schlösschen Remseck

Die heutige Stadt Remseck am Neckar entstand in der Folge am 1. Januar 1975 durch den Zusammenschluss der fünf Gemeinden Aldingen, Hochberg, Hochdorf, Neckargröningen und Neckarrems zunächst nach dem deutlich einwohnerreichsten Ortsteil unter dem Namen „Gemeinde Aldingen am Neckar“. Am 1. Juli 1977 erfolgte die Umbenennung in Remseck am Neckar. Der neue Name leitete sich von der früheren Burg Rems her. An gleicher Stelle wie die Burg wurde 1842 das Schloss Remseck erbaut. Entgegen der oft getätigten Annahme ist „das Remseck“ somit keine Bezeichnung der eigentlich Hechtkopf genannten Landzunge an der Remsmündung, an der sich heute der Remsecker Marktplatz befindet, sondern bezog sich ursprünglich ausschließlich auf Schloss und einstige Burg sowie den Bergsporn auf dem diese sich befinden.

### Ein neuer Stadtteil
Pattonville entstand bereits im Jahr 1955, als die US-Armee begann am südöstlichen Rand des alten königlich württembergischen Exerzierplatzes eine Siedlung zu bauen. Die neue Siedlung lag damit am westlichen Markungsrand Aldingens in der Flur Aldinger Berg, bereits damals zum kleineren Teil jedoch schon auf der Gemarkung Kornwestheim. 1992 zog die US-Armee aus Pattonville ab. Zur Weiterverwendung dieser Flächen wurde der Zweckverband Pattonville-Sonnenberg von den Städten Ludwigsburg, Kornwestheim und Remseck am Neckar gegründet. Da ein Großteil der Pattonviller Siedlung zwar auf Aldinger Gemarkung lag, die Gemarkungsgrenze jedoch quer durch die von den Amerikanern erbauten Häuser verlief, ging der Gründung des Zweckverbandes ein Ringtausch von Flächen der Mitgliedsstädte voraus, so dass eine für die Gründung des Zweckverbandes günstigere Verteilung entstand. Die Siedlung Pattonville wird heute durch die John-F.-Kennedy-Allee geteilt. Der westliche Teil ist ein Stadtteil von Kornwestheim, der östliche von Remseck am Neckar. Als Entschädigung für die abgegebene Aldinger Gemarkung erhielt die Stadt Remseck am Neckar von Ludwigsburg von der DLRG genutzte Flächen nahe dem Neckargröninger Schießtal. Der Remsecker Teil von Pattonville wuchs in der Folge auf knapp 5.000 Bürger. Pattonville stellt damit nach Aldingen und vor Neckarrems den zweitgrößten Remsecker Stadtteil dar.

### Stadtwerdung
Durch die unter Bürgermeister Peter Kuhn durchgeführte Aufsiedlung diverser Wohngebiete, allen voran dem bereits unter seinem Aldinger Amtsvorgänger Albert Ehrhardt initiierten Haldengebiet sowie der Umwandlung von Pattonville in eine zivile Wohnsiedlung überschritt die Einwohnerzahl der Gemeinde Remseck am Neckar 1999 die Grenze von 20.000. Die Gemeindeverwaltung stellte daraufhin im Jahr 2003 den Antrag auf Erhebung zur Großen Kreisstadt, was die Landesregierung von Baden-Württemberg mit Wirkung vom 1. Januar 2004 beschloss. Seither hat die Gemeinde das Stadtrecht.

### Einwohnerentwicklung
Die Zahlen sind Schätzungen, Volkszählungsergebnisse (¹) oder amtliche Fortschreibungen der jeweiligen Statistischen Ämter (nur Hauptwohnsitze).
| Jahr              | Einwohnerzahlen |
| ----------------- | --------------- |
| 6. Juni 1961¹ ²   | 8.879           |
| 27. Mai 1970¹ ²   | 13.435          |
| 31. Dezember 1975 | 15.780          |
| 31. Dezember 1980 | 16.593          |
| 25. Mai 1987¹     | 16.331          |
| 31. Dezember 1990 | 17.459          |
| 31. Dezember 1995 | 18.375          |

| Jahr              | Einwohnerzahlen |
| ----------------- | --------------- |
| 31. Dezember 2000 | 20.519          |
| 31. Dezember 2005 | 22.415          |
| 31. Dezember 2010 | 23.355          |
| 31. Dezember 2015 | 25.759          |
| 31. Dezember 2020 | 26.508          |
| 31. Dezember 2024 | 26.609          |

¹Volkszählungsergebnis

²Addition der Einwohnerzahlen der Vorläufergemeinden

## Religionen

### Christentum
Die Vorgängergemeinden der heutigen Stadt Remseck am Neckar gehörten ursprünglich zum Bistum Konstanz. Die Kirchen von Aldingen, Neckargröningen und Neckarrems wurden zum Ende des 14. und Beginn des 15. Jahrhunderts in das Stuttgarter Heilig-Kreuz-Stift inkorporiert. Ab 1534 führten die Herzöge von Württemberg die Reformation in Neckarrems und Neckargröningen ein, die Ortsherren der reichsritterschaftlichen Orte Aldingen, Hochberg und Hochdorf folgten einige Jahrzehnte später, wobei die Aldinger Ortsverfassung grundsätzlich eine freie Wahl der Konfession vorsah.
Dennoch war die christliche Bevölkerung Remsecks über mehrere Jahrhunderte hinweg mehrheitlich protestantisch. Während Aldingen zum Oberamt und zum Dekanat bzw. Kirchenbezirk Ludwigsburg gehörte, waren die anderen Orte bis 1938 Teil des Dekanats bzw. Kirchenbezirks Waiblingen. 1938 wurden die Orte dem Dekanat Ludwigsburg innerhalb der Evangelischen Landeskirche in Württemberg angeschlossen. Die ursprünglich unabhängigen evangelischen Gemeinden der einzelnen Stadtteile schlossen sich mit Ausnahme von Pattonville 2019 zur Evangelischen Kirchengemeinde Remseck zusammen, die Protestanten von Pattonville gehören hingegen zur Evangelischen Martinsgemeinde Kornwestheim.
Nach dem Zweiten Weltkrieg zogen vermehrt Katholiken in die Remsecker Orte. In Aldingen wurde 1966 die katholische Kirche St. Petrus Canisius erbaut sowie im Stadtteil Hochberg 1971 die Kirche St. Nikolaus und Barbara. 1977 wurde Hochberg eigene Pfarrei. In Hochdorf befindet sich die Kirche St. Franziskus aus dem Jahr 1976. Wiederum mit Ausnahme von Pattonville bilden die Remsecker Pfarreien zusammen mit Poppenweiler heute die Seelsorgeeinheit „Remseck mit Ludwigsburg-Poppenweiler“ im Dekanat Ludwigsburg innerhalb des Bistums Rottenburg-Stuttgart. Die Katholiken von Pattonville gehören der katholischen Pfarrgemeinde St. Martin Kornwestheim an.
Neben den beiden großen Kirchen sind in Remseck am Neckar auch die Evangelisch-methodistische Kirche und die Neuapostolische Kirche in Neckarrems vertreten.

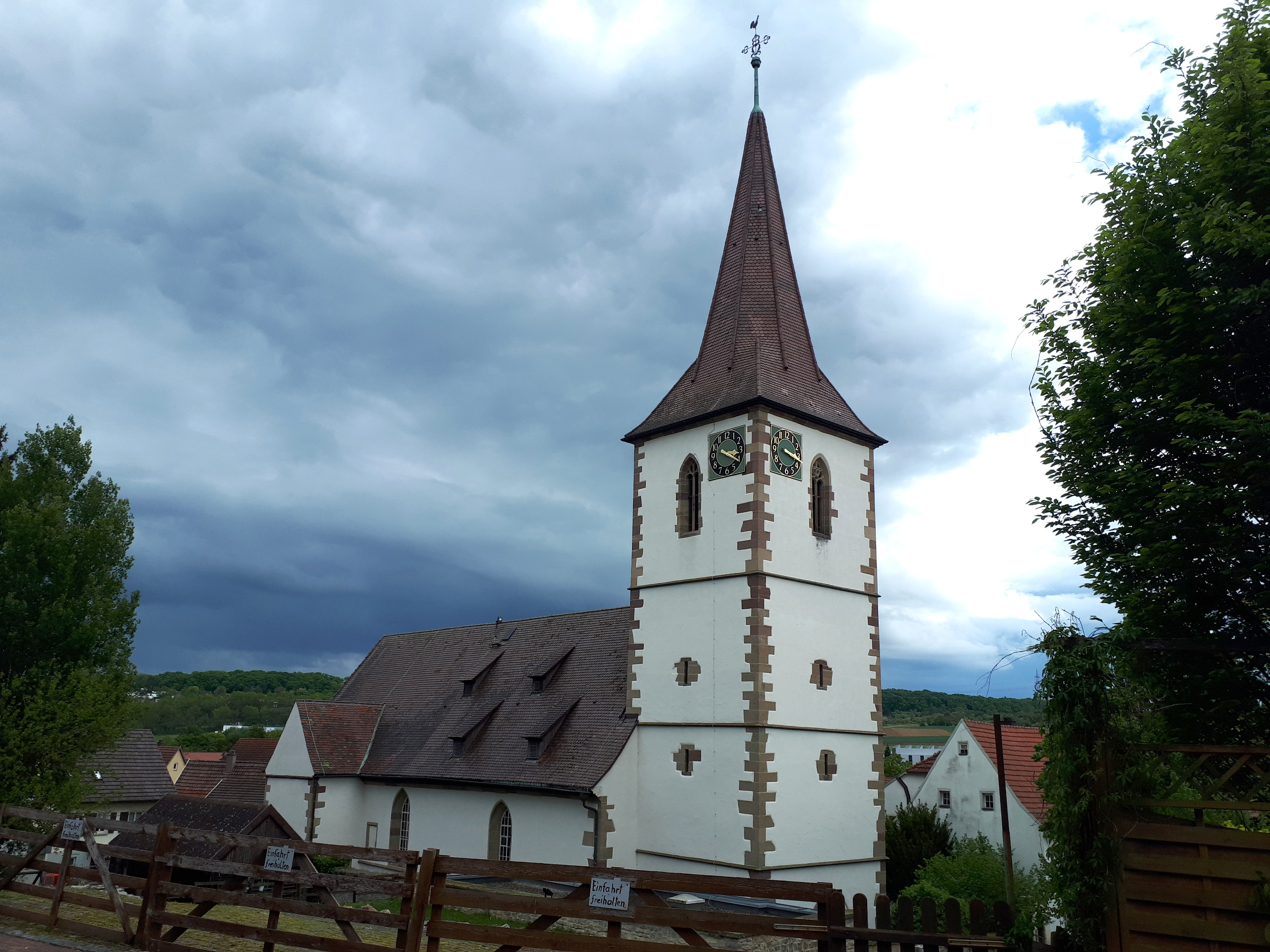
Margaretenkirche in Aldingen
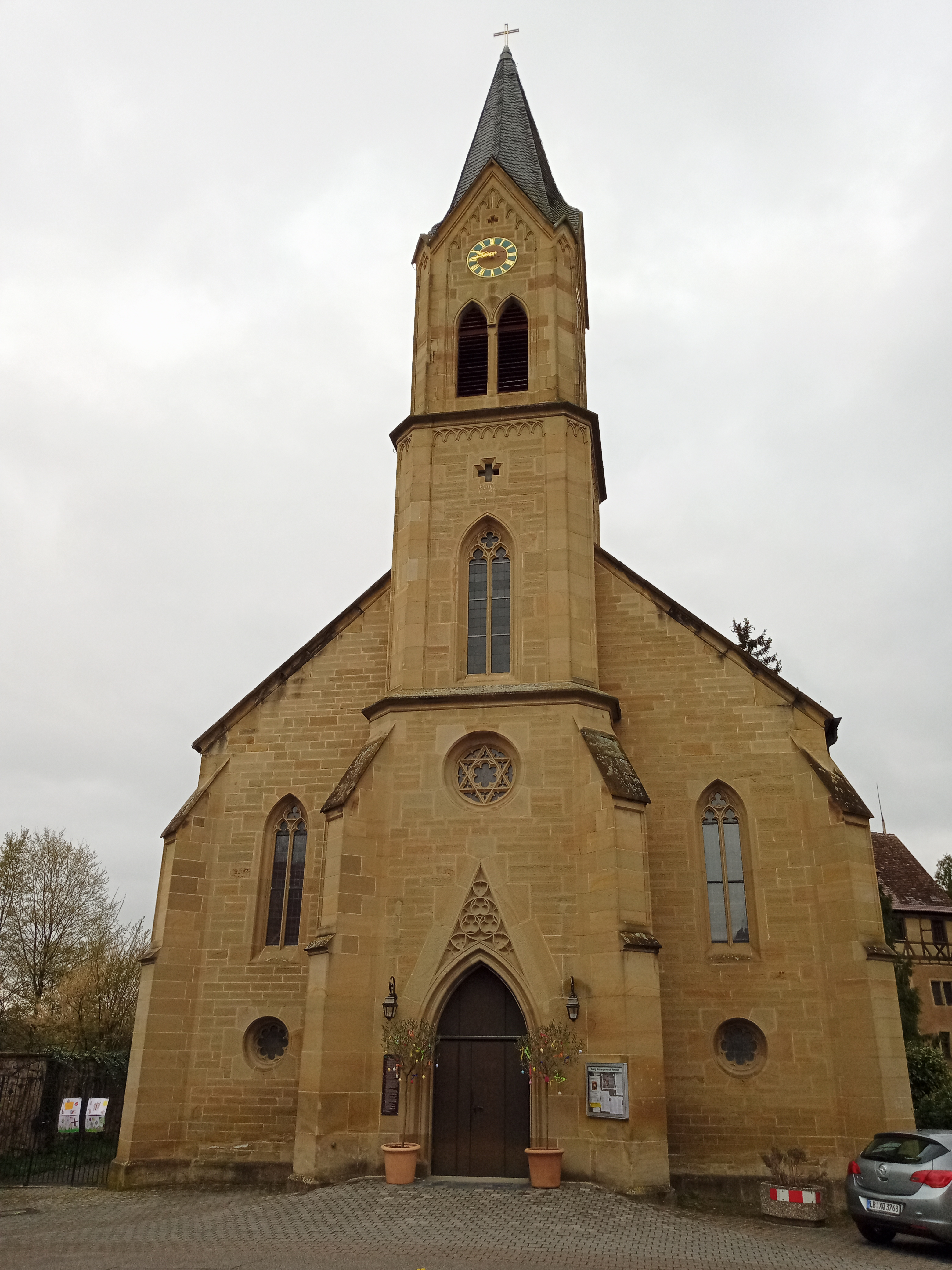
Schlosskirche in Hochberg
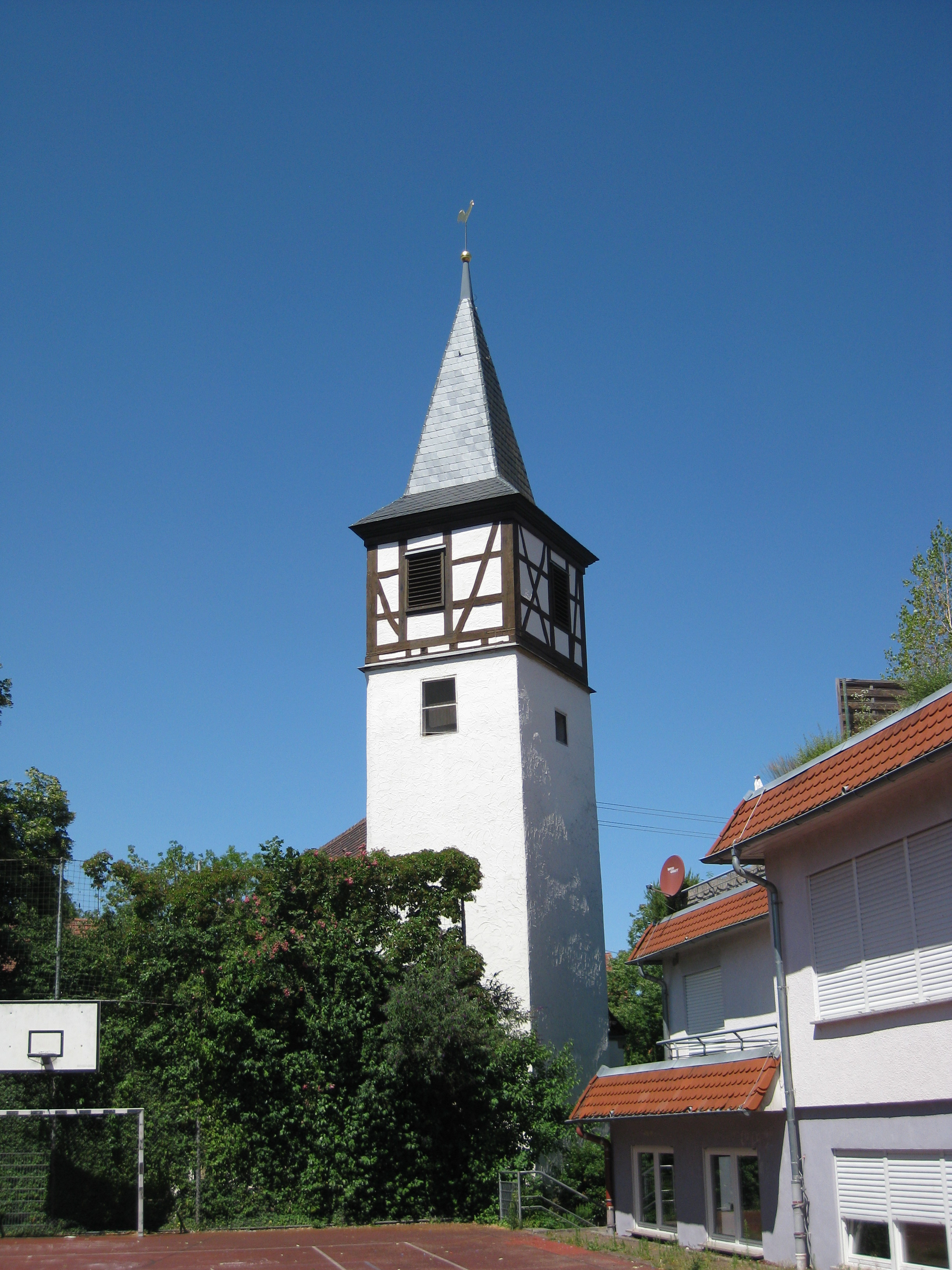
Wendelinskirche in Hochdorf
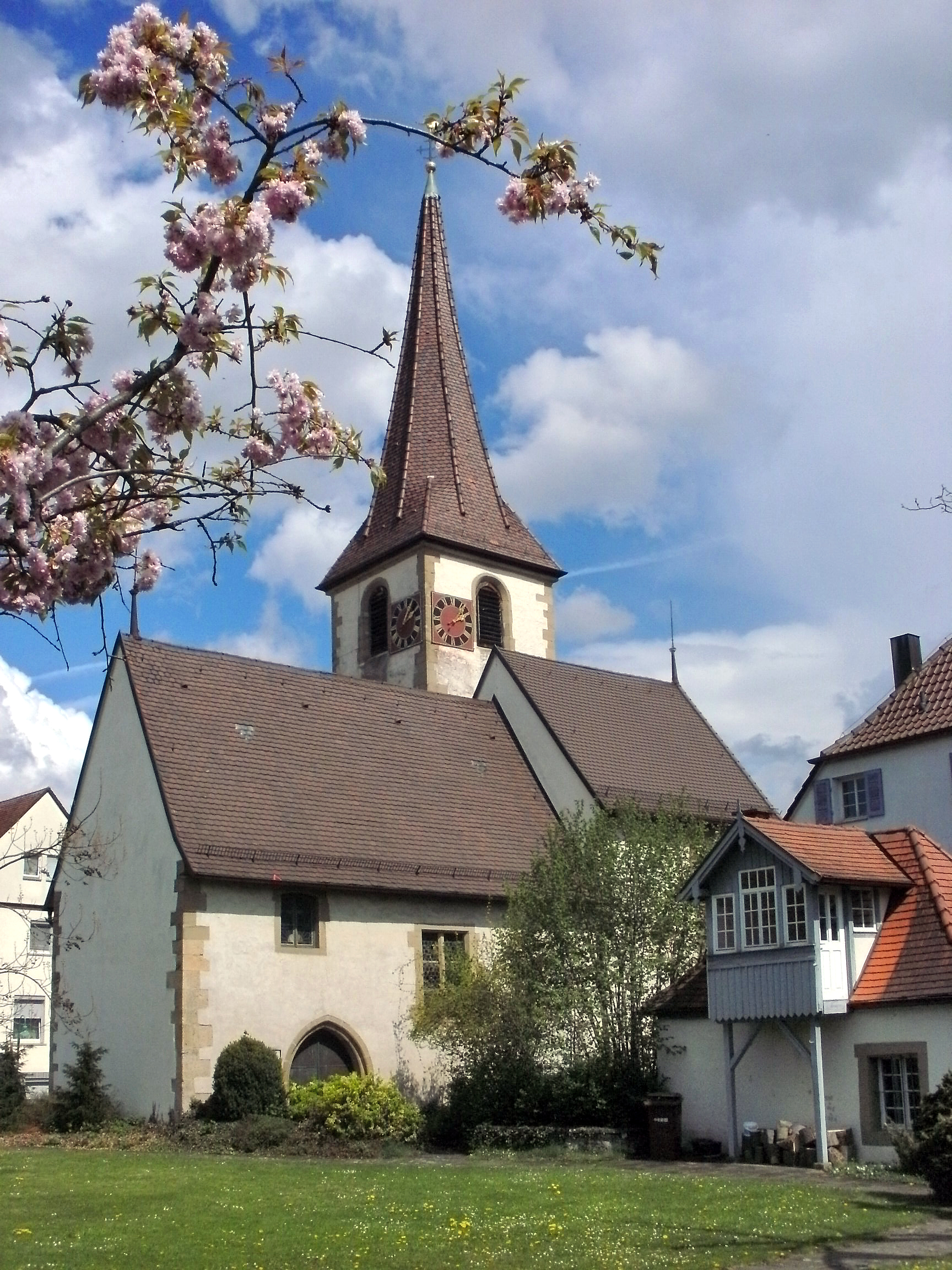
Martinskirche in Neckargröningen
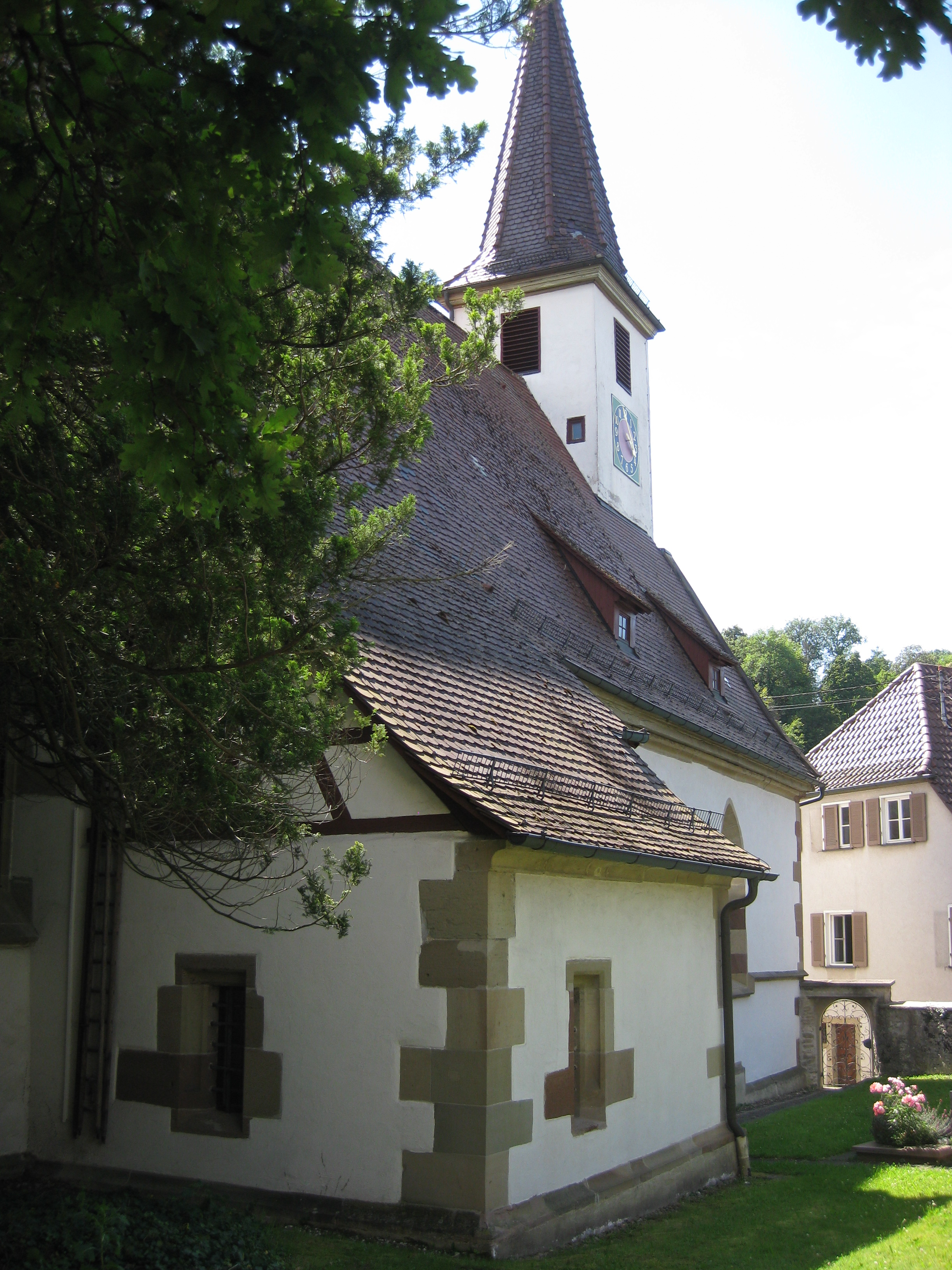
Michael-Sebastianskirche in Neckarrems

### Judentum

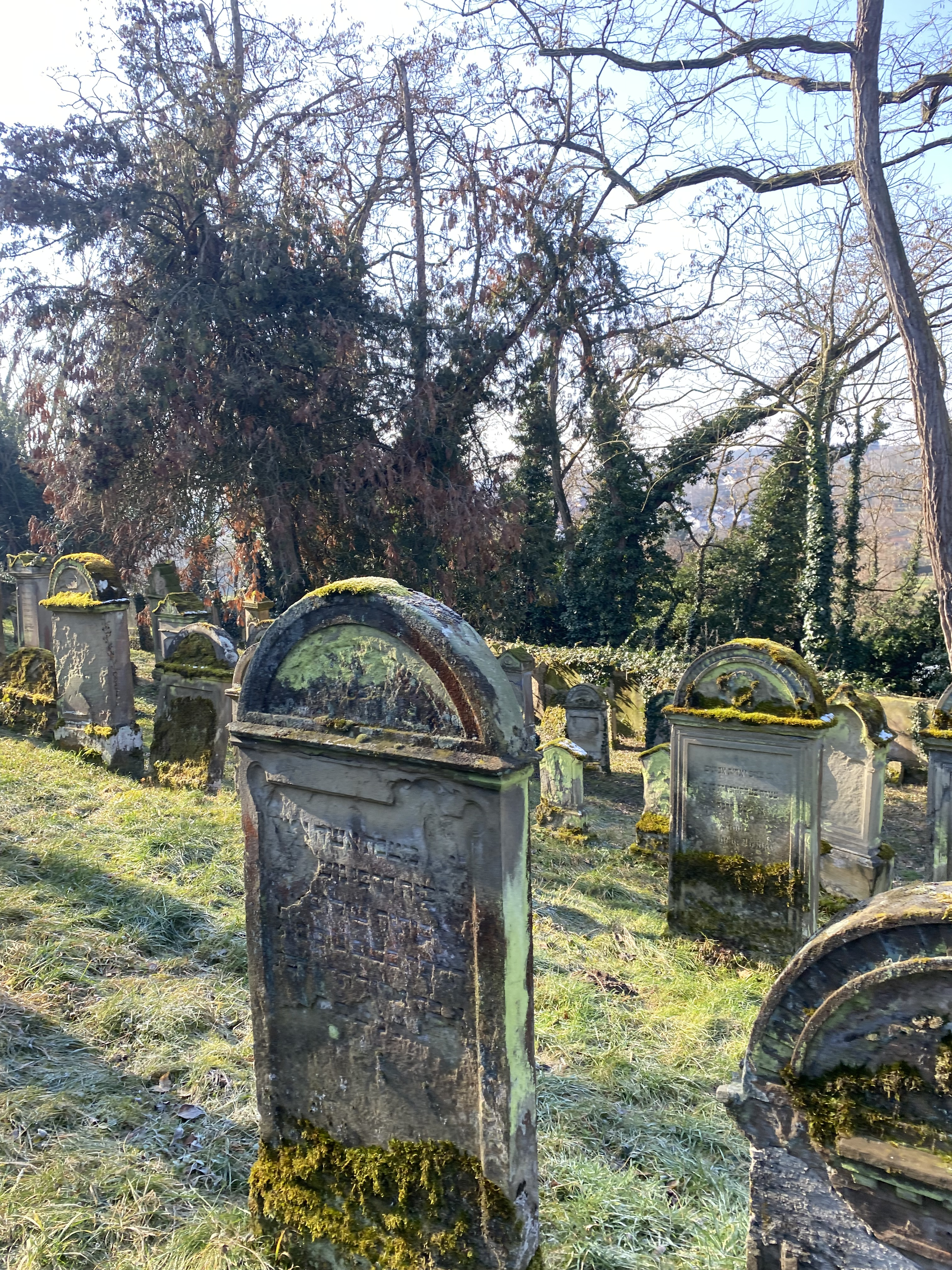
Ehemaliger Jüdischer Friedhof bei Hochberg

In Aldingen und Hochberg gab es früher zudem israelitische Gemeinden. Die Gemeinde in Aldingen bestand von Mitte des 18. Jahrhunderts bis 1872 und war Muttergemeinde der israelitischen Gemeinde in Ludwigsburg. Die Gemeinde in Hochberg bestand von 1772 bis 1914. Sie war die größere der beiden Gemeinden und umfasste auf ihrem Höhepunkt im Jahr 1852 305 Personen. Der von Hochberg, Aldingen und weiteren Gemeinden der Umgebung genutzte jüdische Friedhof am Ortsrand Hochbergs ist noch erhalten; er wird von der Stadt gepflegt. Die ehemalige Hochberger Synagoge wurde lange als evangelisch-methodistische Kirche genutzt und gehört seit 2021 dem Verein „Beth Shalom“.

## Politik

### Gemeinderat
Der Gemeinderat in Remseck am Neckar besteht aus den 26 gewählten ehrenamtlichen Gemeinderäten und dem Oberbürgermeister als Vorsitzenden. Der Oberbürgermeister ist im Gemeinderat stimmberechtigt. Die Kommunalwahl am 9. Juni 2024 führte zu folgendem Ergebnis.
| Parteien und Wählergemeinschaften | Parteien und Wählergemeinschaften           | % 2024  | Sitze 2024 | % 2019  | Sitze 2019 | % 2014 | Sitze 2014 | Kommunalwahl 2024 %403020100 30,1816,8924,4614,3514,12n. k. FWGrüneCDUFDPSPDWSZSGewinne und Verlusteim Vergleich zu 2019 %p 8 6 4 2 0 −2 −4 −6+4,01−5,79+6,10−3,36−0,29−0,68FWGrüneCDUFDPSPDWSZS |
| FW                                | Freie Wähler Remseck am Neckar e. V.        | 30,18   | 8          | 26,17   | 7          | 24,7   | 7          | Kommunalwahl 2024 %403020100 30,1816,8924,4614,3514,12n. k. FWGrüneCDUFDPSPDWSZSGewinne und Verlusteim Vergleich zu 2019 %p 8 6 4 2 0 −2 −4 −6+4,01−5,79+6,10−3,36−0,29−0,68FWGrüneCDUFDPSPDWSZS |
| CDU                               | Christlich Demokratische Union Deutschlands | 24,46   | 6          | 18,36   | 5          | 26,1   | 7          | Kommunalwahl 2024 %403020100 30,1816,8924,4614,3514,12n. k. FWGrüneCDUFDPSPDWSZSGewinne und Verlusteim Vergleich zu 2019 %p 8 6 4 2 0 −2 −4 −6+4,01−5,79+6,10−3,36−0,29−0,68FWGrüneCDUFDPSPDWSZS |
| Grüne                             | Bündnis 90/Die Grünen                       | 16,89   | 4          | 22,68   | 6          | 19,4   | 5          | Kommunalwahl 2024 %403020100 30,1816,8924,4614,3514,12n. k. FWGrüneCDUFDPSPDWSZSGewinne und Verlusteim Vergleich zu 2019 %p 8 6 4 2 0 −2 −4 −6+4,01−5,79+6,10−3,36−0,29−0,68FWGrüneCDUFDPSPDWSZS |
| SPD                               | Sozialdemokratische Partei Deutschlands     | 14,12   | 4          | 14,41   | 4          | 16,5   | 4          | Kommunalwahl 2024 %403020100 30,1816,8924,4614,3514,12n. k. FWGrüneCDUFDPSPDWSZSGewinne und Verlusteim Vergleich zu 2019 %p 8 6 4 2 0 −2 −4 −6+4,01−5,79+6,10−3,36−0,29−0,68FWGrüneCDUFDPSPDWSZS |
| FDP                               | Freie Demokratische Partei                  | 14,35   | 4          | 17,71   | 4          | 12,6   | 3          | Kommunalwahl 2024 %403020100 30,1816,8924,4614,3514,12n. k. FWGrüneCDUFDPSPDWSZSGewinne und Verlusteim Vergleich zu 2019 %p 8 6 4 2 0 −2 −4 −6+4,01−5,79+6,10−3,36−0,29−0,68FWGrüneCDUFDPSPDWSZS |
| WSZS                              | Wir sind zusammen stark Remseck             | –       | –          | 0,68    | 0          | –      | –          | Kommunalwahl 2024 %403020100 30,1816,8924,4614,3514,12n. k. FWGrüneCDUFDPSPDWSZSGewinne und Verlusteim Vergleich zu 2019 %p 8 6 4 2 0 −2 −4 −6+4,01−5,79+6,10−3,36−0,29−0,68FWGrüneCDUFDPSPDWSZS |
| gesamt                            | gesamt                                      | 100,0   | 26         | 100,0   | 26         | 100,0  | 26         | Kommunalwahl 2024 %403020100 30,1816,8924,4614,3514,12n. k. FWGrüneCDUFDPSPDWSZSGewinne und Verlusteim Vergleich zu 2019 %p 8 6 4 2 0 −2 −4 −6+4,01−5,79+6,10−3,36−0,29−0,68FWGrüneCDUFDPSPDWSZS |
| Wahlbeteiligung                   | Wahlbeteiligung                             | 60,67 % | 60,67 %    | 58,13 % | 58,13 %    | 48,9 % | 48,9 %     | Kommunalwahl 2024 %403020100 30,1816,8924,4614,3514,12n. k. FWGrüneCDUFDPSPDWSZSGewinne und Verlusteim Vergleich zu 2019 %p 8 6 4 2 0 −2 −4 −6+4,01−5,79+6,10−3,36−0,29−0,68FWGrüneCDUFDPSPDWSZS |

### Bürgermeister

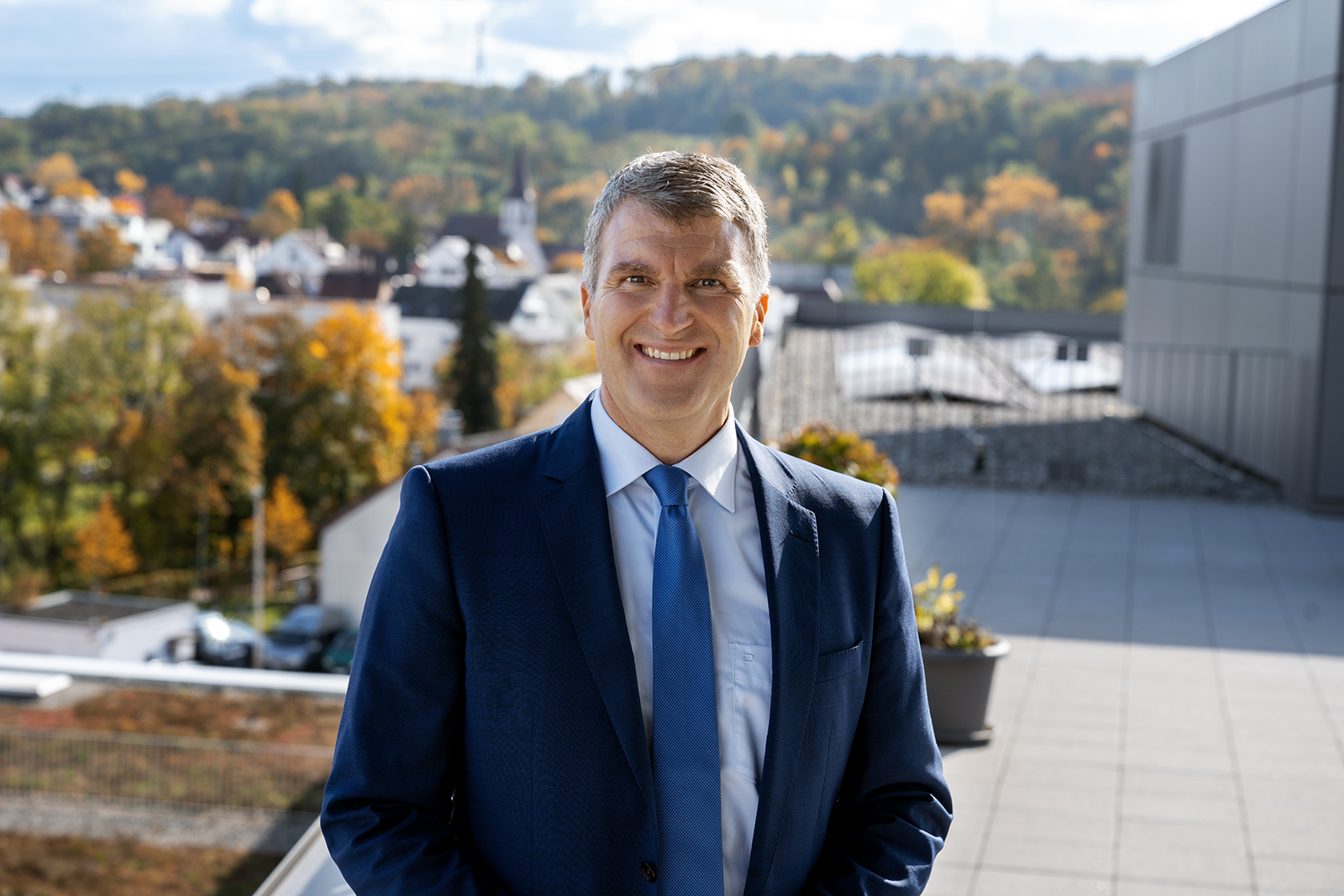
Oberbürgermeister Dirk Schönberger (parteilos) (2021)

An der Spitze der Gemeinde Remseck am Neckar stand zunächst der Bürgermeister. Seit der Erhebung zur Großen Kreisstadt am 1. Januar 2004 trägt das Stadtoberhaupt die Amtsbezeichnung Oberbürgermeister. Dieser wird von den Wahlberechtigten auf acht Jahre direkt gewählt. Er ist Vorsitzender des Gemeinderats. Er hat zwei Beigeordnete als allgemeine Stellvertreter. Der erste Beigeordnete trägt die Amtsbezeichnung Erster Bürgermeister, der zweite die Amtsbezeichnung Bürgermeister.
Gemeinde- bzw. Stadtoberhäupter
- 1975 – 1998: Peter Kuhn (FWV)
- 1998 – 2014: Karl-Heinz Schlumberger (CDU)
- seit 2014: Dirk Schönberger (parteilos)

Die Bürgermeister der Remsecker Vorgängergemeinden zum Zeitpunkt der Fusion waren Albert Erhardt (Aldingen), Richard Schneider (Hochdorf), Gert Birkert (Neckargröningen) und Rainer Hahn (Neckarrems). In Hochberg amtierte Werner Kuhn seit 1973 als Amtsverweser, da der ehemalige Bürgermeister Helmut Schiek nach Bad Liebenzell gewechselt war.
Vom 2. Januar bis 15. Mai 1975 wurde der ehemalige Hochdorfer Bürgermeister Richard Schneider als Amtsverweser für die neue Gemeinde eingesetzt. Am 16. Mai löste ihn Peter Kuhn in diesem Amt ab. Am 30. Juni desselben Jahres wurde Kuhn zum Bürgermeister gewählt. 1998 wurde Karl-Heinz Schlumberger zum Bürgermeister gewählt, nachdem Kuhn altersbedingt nicht mehr angetreten war. Seit 2004 trug Schlumberger die Amtsbezeichnung Oberbürgermeister. Am 6. Juli 2014 wurde Schönberger mit 50,4 Prozent der Stimmen gegenüber seinem Mitbewerber Klaus Weber (SPD), der 49,4 Prozent der Stimmen erhielt, zum Nachfolger von Schlumberger gewählt, der wie auch sein Vorgänger altershalber nicht mehr angetreten war. Schönberger trat sein Amt am 1. Oktober 2014 an. Am 3. Juli 2022 wurde er mit 63,9 Prozent der Stimmen für eine zweite Amtszeit wiedergewählt.

### Verwaltung

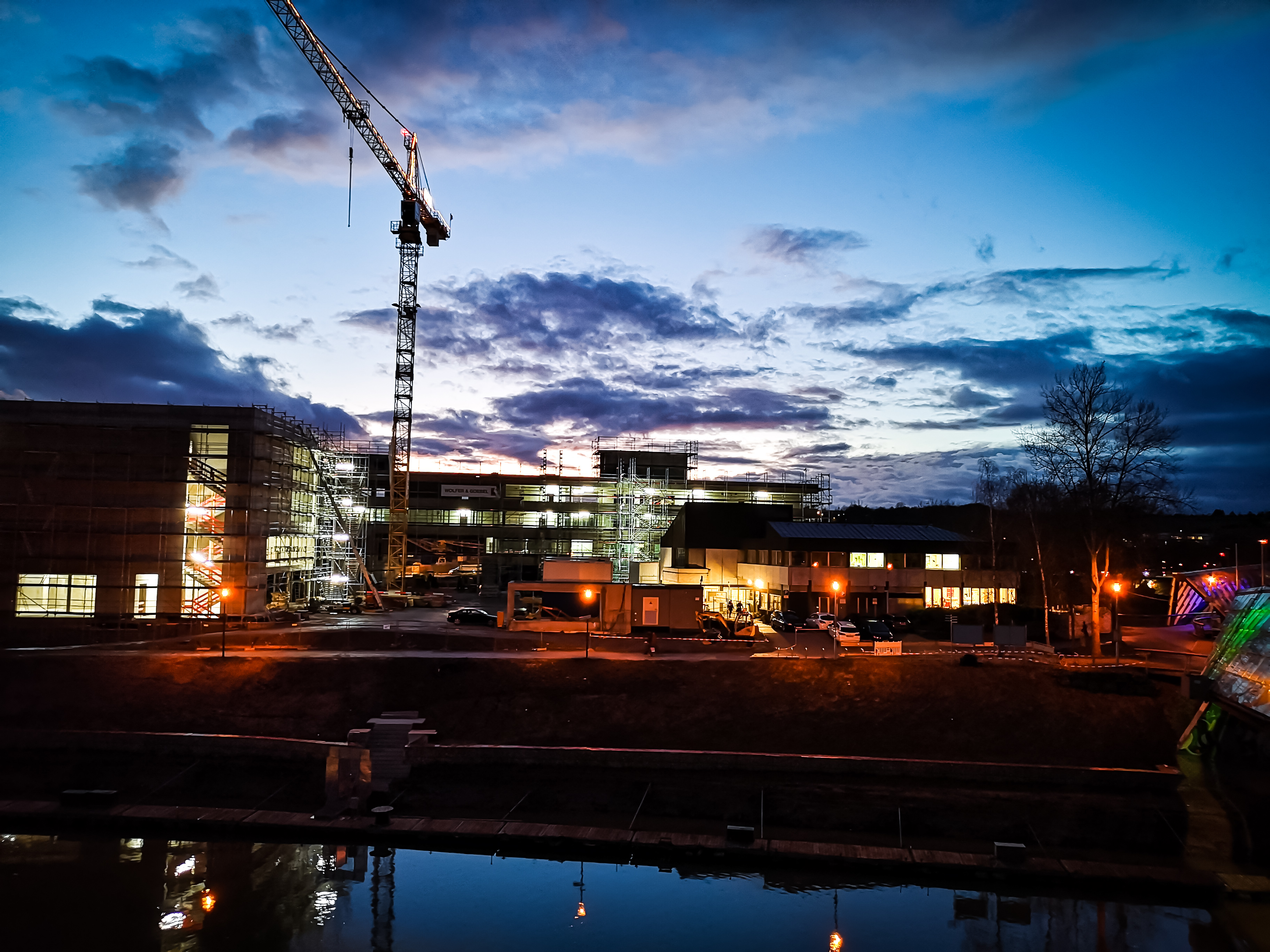
Remsecker Rathaus im Rohbau abends (Stand: Januar 2019)

Die Stadt Remseck am Neckar ist mit etwa 575 Mitarbeitenden der größte Arbeitgeber am Ort. Die Kernverwaltung umfasst rund 130 Mitarbeiter. Die Hauptverwaltung mit dem Bürgeramt befindet sich im Schnittpunkt der beiden Holz-Glas-Brücken über Neckar und Rems, direkt am neuen Marktplatz. Der städtische Bauhof (Technische Dienste) befindet sich im Stadtteil Aldingen.
Durch den Zusammenschluss der ehemals fünf selbständigen Gemeinden ist die Verwaltung ursprünglich auf die bestehenden Rathäuser aufgeteilt worden. Aus Platzmangel wurden Büroflächen angemietet. Der Bau eines ausreichend großen zentralen Rathauses war seit Oktober 2017 im Gange. Es wurde bis Mitte 2020 fertiggestellt. Das neue vierstöckige Rathaus wurde direkt neben das alte Rathaus gebaut. Es ist durch einen Durchgang mit der Stadthalle verbunden, die ebenfalls, zusammen mit einem Kubus, auf das Areal gebaut wurde. Durch einen Rechtsstreit wegen zu hoher Baukosten konnte das seit 2014 geplante Projekt erst 2017 umgesetzt werden. Dies hatte zur Folge, dass der ursprüngliche Plan, der im Rahmen eines Realisierungswettbewerbs ausgearbeitet wurde, stark verändert wurde. Im Frühjahr 2020 erfolgte der Umzug in das neue Rathaus.

### Wappen und Flagge
| Wappen der Stadt Remseck am Neckar | Blasonierung: „In gespaltenem Schild vorne in Blau ein pfahlweise gestellter goldener Fisch, hinten in Silber eine rote Adlerschwinge.“ |
| Wappen der Stadt Remseck am Neckar | Wappenbegründung: Der Fisch symbolisiert Neckar und Rems. Das Wappenbild war auch in den Vorgängerwappen von Neckargröningen und Neckarrems zu finden. Die Farben Blau und Gelb bzw. Gold sind dem Vorgängerwappen Aldingens entnommen und bilden auch die Stadtfarben. Der Adlerflügel ist dem Adelswappen der Sippe Notthafft von Hohenberg entnommen und fand sich auch in den Gemeindewappen von Hochberg und Hochdorf. Wappen und Flagge wurde der jungen Gemeinde am 21. Juni 1977 vom Landratsamt Ludwigsburg verliehen. |

Mit der Erhebung zur Stadt 2004 entstand auch ein eigenes Stadtlogo, das so genannte „Remseck-R“, ein geschwungenes gelbes „R“ kombiniert mit der blauen Wortmarke „Remseck am Neckar – Große Kreisstadt“. Die Stadtflagge ist in den Stadtfarben Gelb-Blau. Die Dienstflagge der Stadt enthält zudem das Stadtwappen.
Die Wappen der in Remseck aufgegangenen Gemeinden waren wie folgt:
| Aldingen           | - Aldingen: In Blau auf grünen Wellen ein goldenes bewimpeltes Segelschiff mit Aufbauten, im Bug ein stehender Schiffer mit schwarzer Hose und nacktem Oberkörper, eine goldene Ruderstange haltend. Das Wappen wies auf die Neckarfähre bei Aldingen hin und war seit 1746 in den Gemeindesiegeln zu sehen. |
| Hochberg           | - Hochberg: In silbernem Feld ein offener roter Flug. Das Wappen wurde der Gemeinde am 23. November 1953 verliehen. |
| Hochdorf am Neckar | - Hochdorf am Neckar: In rotem Feld ein goldener Flug. Das Wappen wurde der Gemeinde am 16. Dezember 1952 verliehen. |
| Neckargröningen    | - Neckargröningen: In Blau zwei pfahlweis gestellte, abgewendete silberne Fische. Die Fische verwiesen auf die Neckarfischerei, die früher einen bedeutsamen Erwerbszweig des Orts darstellte. |
| Neckarrems         | - Neckarrems: In Blau zwei schräggekreuzte, mit den Köpfen nach oben weisende silberne Fische, dazwischen ein fünfstrahliger, gestürzter silberner Stern. Die Fische hatten dieselbe Bedeutung wie im Neckargröninger Wappen, der Stern war dem Wappen des ehemaligen Ortsadels entnommen.                   |

### Städtepartnerschaften
Die Stadt Remseck am Neckar unterhält seit ihrem Bestehen mit der Gemeinde Meslay-du-Maine in Frankreich eine Städtepartnerschaft. Diese Partnerschaft entstand bereits 1974 mit der Remsecker Vorgängergemeinde Aldingen, nachdem der Aldinger Musikverein 1973 an einer Jubiläumsfeier in Meslay-du-Maine teilgenommen hatte. 1975 wurde die Partnerschaft mit Meslay-du-Maine auf das heutige Remseck ausgedehnt. Am 3. Mai 1997 kam anlässlich des Europatages eine Partnerschaft mit Vigo di Fassa in Italien hinzu. Durch den Zusammenschluss von Vigo mit dem benachbarten Pozza zum 1. Januar 2018 ging diese Partnerschaft auf die so neu entstandene Gemeinde San Giovanni di Fassa (ladinisch: Sèn Jan) über. Im Jahr 2014 wurde das 40-jährige Jubiläum mit Meslay, im Jahr 2012 das 15-jährige Jubiläum mit der ladinischen Dolomitengemeinde Sèn Jan di Fassa begangen. Seit Sommer 2018 wird zudem eine Städtepartnerschaft mit der rumänischen Stadt Codlea (Zeiden) gepflegt. Gebündelt werden die Aktivitäten von der AG Städtepartnerschaften.

## Kultur und Sehenswürdigkeiten

### Museen
In Remseck am Neckar gibt es mehrere kleinere Museen mit unregelmäßigen Öffnungszeiten zumeist nur nach Vereinbarung. Im städtischen Museum „Altes Schulhaus“, einem Gebäude von 1830 im Stadtteil Neckarrems, werden Alltags-Utensilien und Funde aus und über Remseck ausgestellt. Ebenfalls in Neckarrems unterhält der Remser Heimatverein seine „Heimatstube“, die Wohnungs- und Haushaltsgegenstände von 1890 bis 1930 beherbergt. Im Stadtteil Neckargröningen befinden sich die von der Stadt unterhaltenen Gebäude der „Historische Ölmühle“, des „Alten Waschhauses“ sowie der „Historischen Schmiede“, die jeweils Ausstellungen zur einstigen Nutzung der jeweiligen Gebäude enthalten. Im Stadtteil Aldingen befindet sich in einer historischen Scheune das „Handwerkermuseum Remseck-Aldingen“ mit Sammlungen des Vereins Alt-Aldinger Handwerksgeschichte.

### Bauwerke

#### Burgen und Schlösser

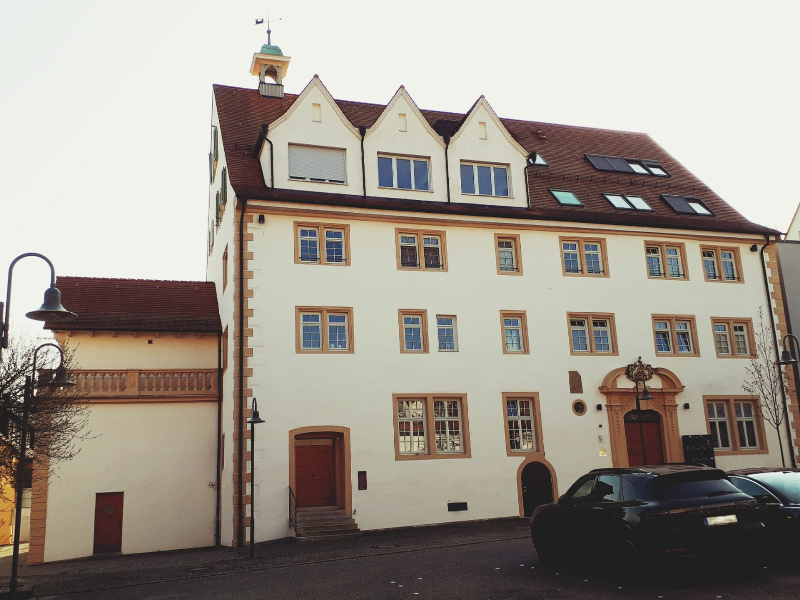
Schloss Aldingen
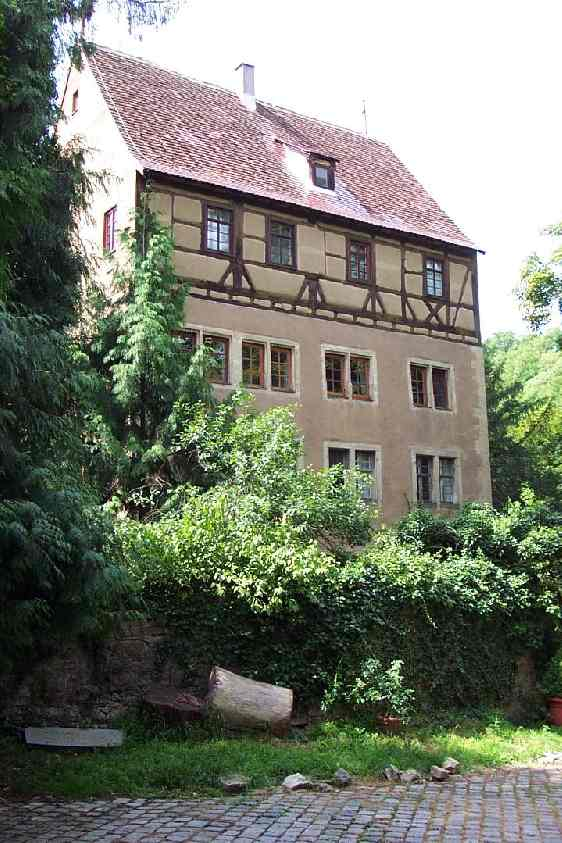
Torhaus Schloss Hochberg
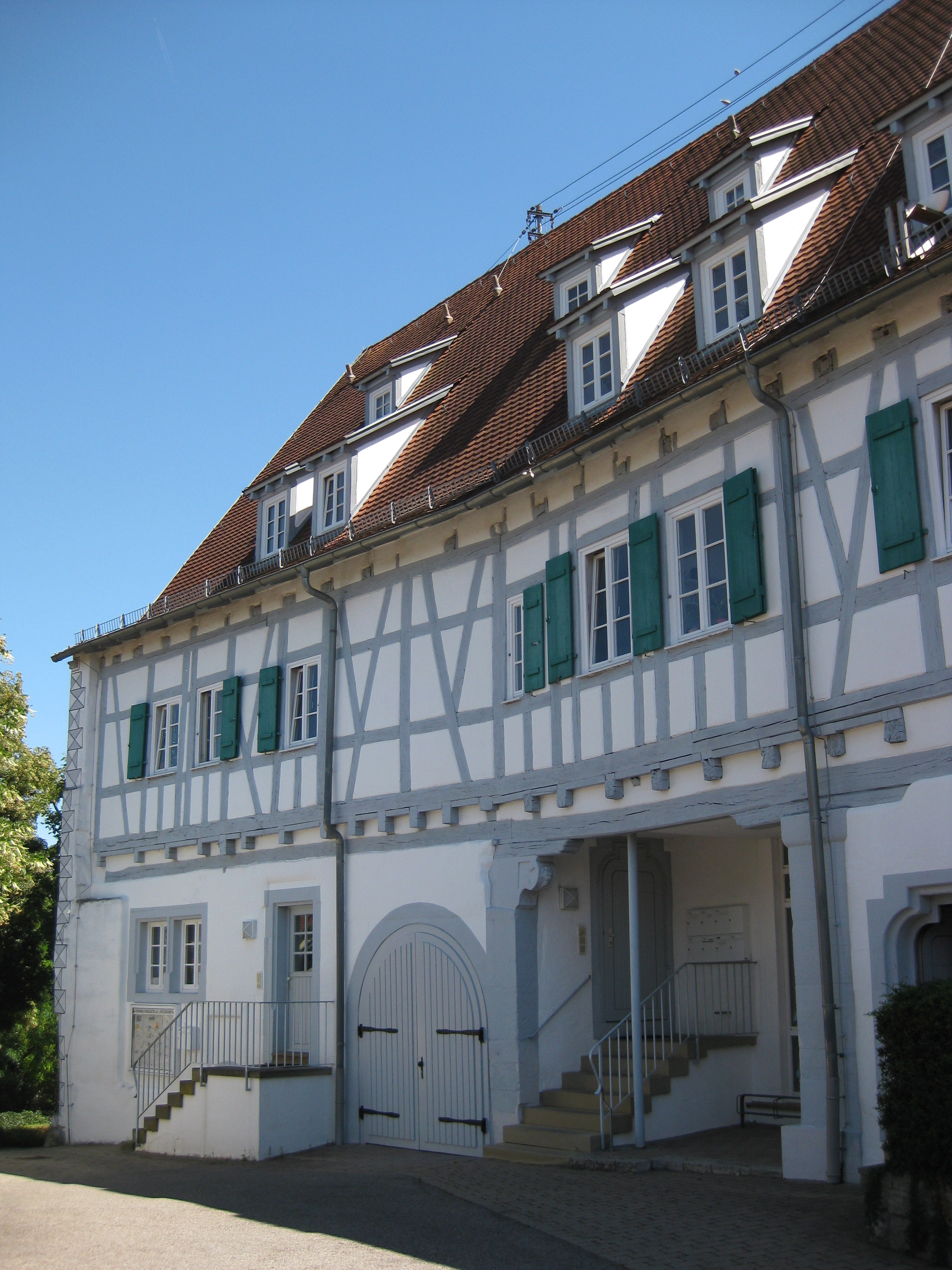
Schloss Hochdorf
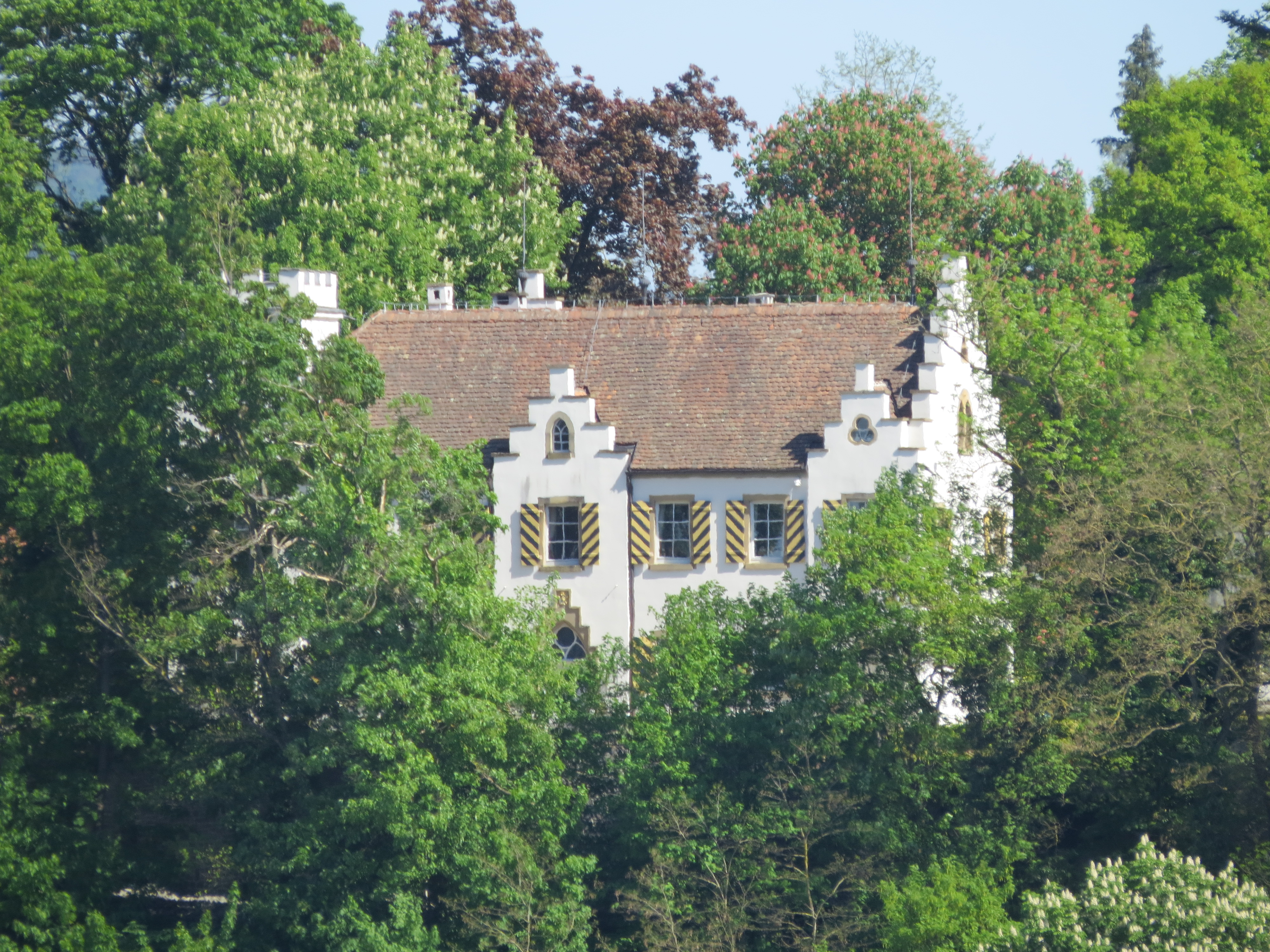
Schloss Remseck

Das durch Heinrich von Kaltental erbaute Schloss Aldingen ist ein ursprünglich schlichter Renaissancebau von 1580. Es wurde im 18. Jahrhundert barockisiert und unter anderem mit einem prunkvollen Portal sowie in zwei Räumen mit Deckenmalereien des Malers Paul Ambrosius Reith verziert. Diese Räume werden inzwischen gewerblich genutzt und sind der breiten Öffentlichkeit nicht mehr zugänglich. Vor dem Hof des Schlosses befindet sich die Beton-Plastik Der Kaltentaler des Bildhauers Peter Lenk. Nicht mehr erhalten ist das ältere sogenannte Aldinger Schlössle, das zusammen mit der Margaretenkirche zu einer Aldinger Burg verbunden war. Das Schlössle war vor dem Bau des neuen Schlosses Sitz der Kaltentaler. Ein um 1600 errichteter dritter kaltentalischer Schlossbau in Aldingen wurde bereits im Dreißigjährigen Krieg zerstört.
Das sich ebenfalls in Privatbesitz befindliche Schloss Hochberg geht auf eine mittelalterliche Burg der Herren Nothaft von Hohenberg zurück, die 1593 unter Leitung des württembergischen Hofbaumeisters Heinrich Schickhardt um ein vierstöckiges Torgebäude sowie um die südöstliche Hauptfront ergänzt und zum sogenannten Neuen Schloss ausgebaut wurde. Beim Hochberger Schloss befindet sich eine ehemalige Kelter von 1752, die inzwischen als Festhalle verwendet wird sowie das mittlerweile als Pfarramt genutzte ehemalige Stabsamtshaus von 1778.
Das zweite Schloss der Nothaft in Remseck ist Schloss Hochdorf. Es stammt aus dem 16. Jahrhundert und wurde an der Stelle einer früheren Burg errichtet. 1612 wurde es ebenfalls durch Heinrich Schickhardt umgebaut. Darin ist heute die Hochdorfer Ortsbücherei untergebracht. In der Nähe, am Wilhelmsplatz befindet sich ein ursprünglich ummauerter Meiereihof aus dem 16. Jahrhundert.
Auf einem Bergsporn oberhalb der Remsmündung im Stadtteil Neckarrems steht das neugotische Schloss Remseck von 1842. Dort sind auch Reste der mittelalterlichen Burg Rems zu finden, die als württembergische Grenzfestung Bedeutung hatte. Das Schloss Remseck ist derzeit in Privatbesitz und wird vom Besitzer bewohnt.

#### Brücken

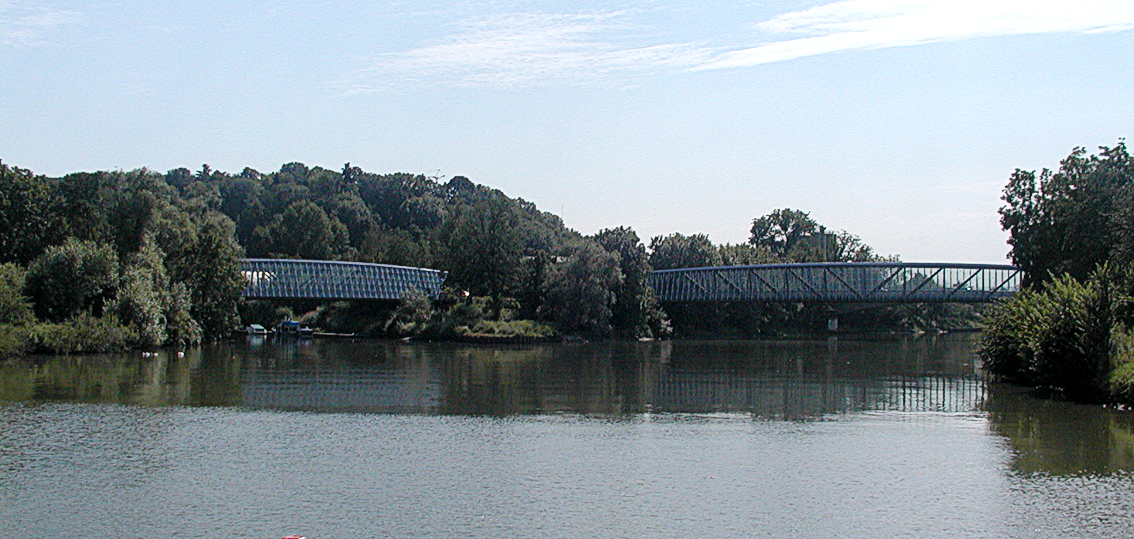
Die Rad- und Fußgängerstege über den Neckar und die Rems (2007, vor dem Bau des neuen Rathauses)

Da sich Remseck am Neckar durch den Zusammenschluss der fünf Altgemeinden beiderseits von Rems und Neckar erstreckt, gibt es mehrere Brücken über beide Flüsse. Dazu kommen diverse kleinere Querungen über die Bäche im Stadtgebiet.
Als Sehenswürdigkeit gelten die beiden 1988 und 1990 errichteten Rad- und Fußgängerstege über den Neckar (80 m) und über die Rems (51,2 m). Der Neckarsteg war zum Zeitpunkt des Baus die größte freitragende Holzbrücke Europas. Die beiden Stege bestehen im Grundgerüst komplett aus Holz und sind mit einem Dach aus überlappenden Glasplatten gegen die Witterung geschützt. Sie wurden an Land zusammengebaut und dann über die Flüsse geschoben. Die Stege treffen sich am Hechtkopf beim Marktplatz der Stadt Remseck am Neckar.
Die Neckarbrücke zwischen den Stadtteilen Neckargröningen und Neckarrems sowie die Hochberger Brücke dienen Landesstraßen als Neckarquerung und sind daher für den regionalen Verkehr bedeutsam. Eine weitere Brücke, die sogenannte Westrandbrücke, befindet sich in Planung.
Im Stadtteil Aldingen befindet sich eine Wehrbrücke über die in den 1930er Jahren errichtete Staustufe Aldingen, eine der 27 Neckarstaustufen, durch die der Neckar bis Plochingen zum Großschifffahrtsweg und zur Bundeswasserstraße ausgebaut wurde. Als Teil des Neckarkanals gehört die Anlage somit zum längsten Kulturdenkmal Baden-Württembergs. Die Brücke verbindet den Aldinger Ortskern mit dem Gewerbepark Aldinger Schleuse. In den letzten Jahren des Zweiten Weltkrieges war sie die einzige verbliebene, befahrbare Neckarquerung im Bereich der Wasserstraßengebietsverwaltung Stuttgart.

#### Rathäuser

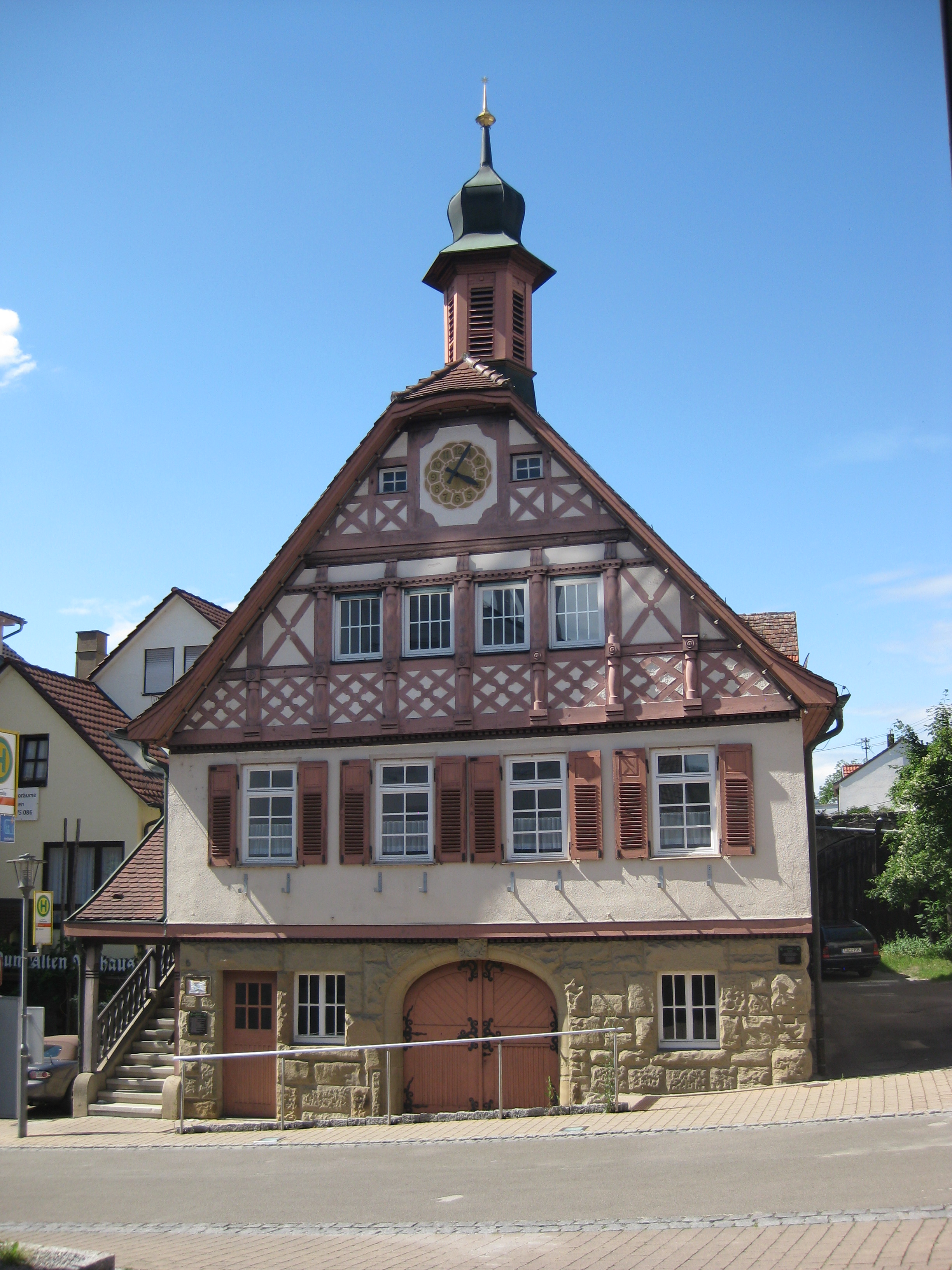
Altes Rathaus (Neckarrems)
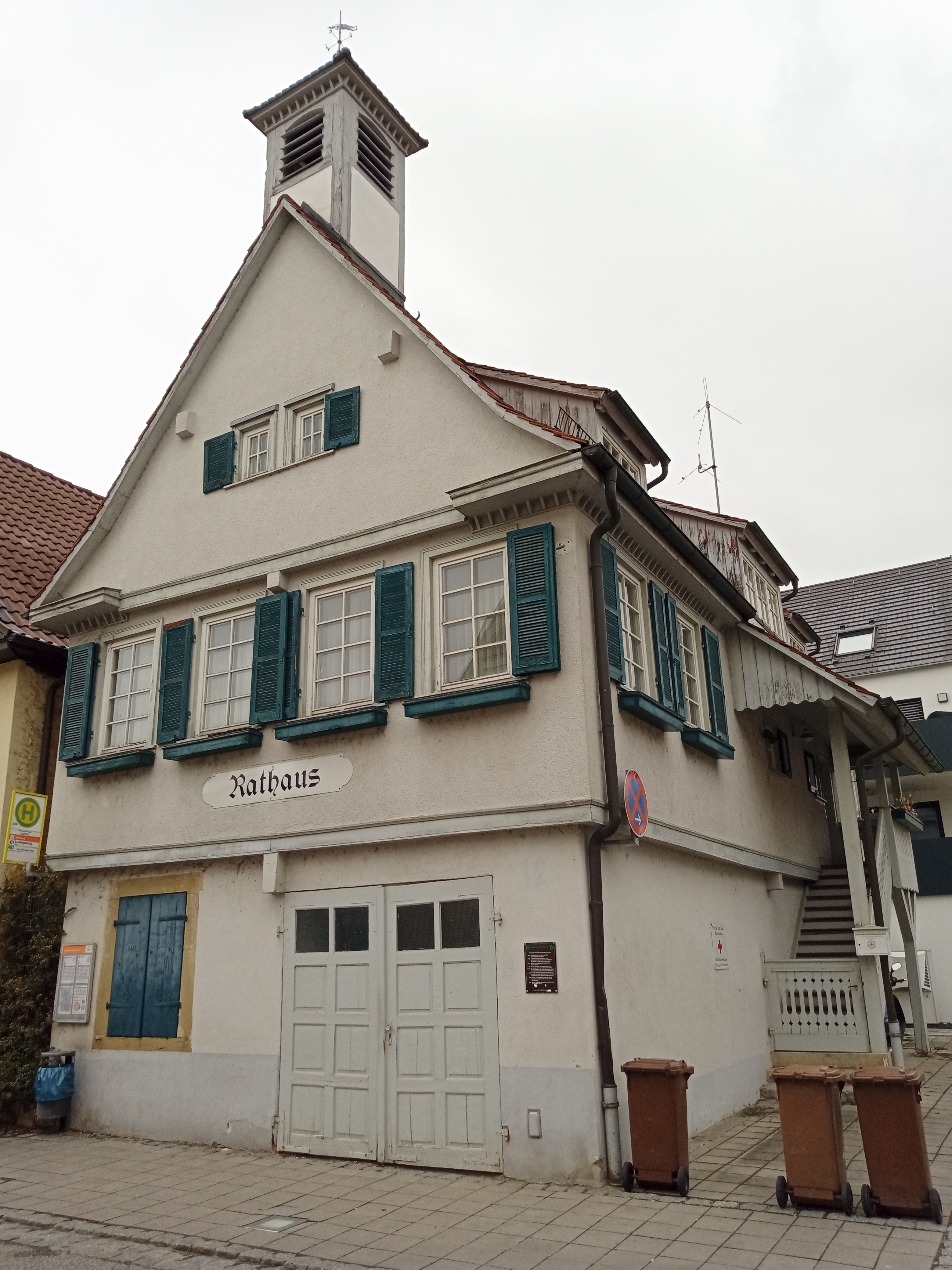
Altes Rathaus (Neckargröningen)
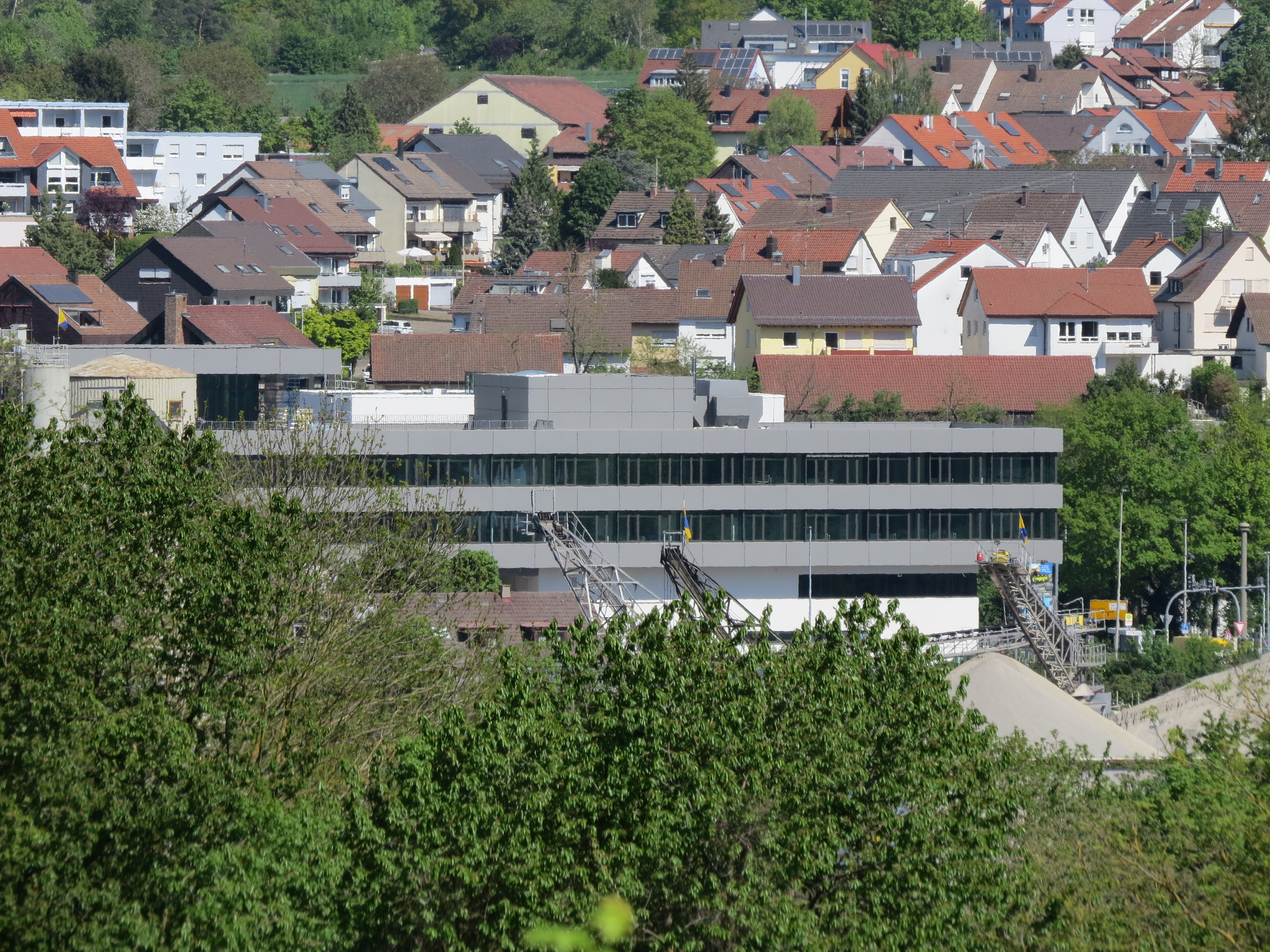
Rathaus Remseck am Neckar

Die vor dem Zusammenschluss zu Remseck als Rathäuser der Vorgängergemeinden genutzten Gebäude sind teilweise noch heute erhalten. In Aldingen und Hochdorf wurden hierfür die Gebäude von Schloss Aldingen und Schloss Hochdorf verwendet. Nach der Gründung Remsecks wurden beide Schlösser vorübergehend als Außenstellen des Remsecker Rathauses weiter genutzt. In Hochberg diente das aus dem Jahr 1828 stammende Haus in der Hauptstraße 24 von 1886 bis 1962 als Rathaus. Das Alte Rathaus von Neckargröningen stammt aus dem Jahr 1592. Es besitzt eine Schauseite, die um 1850 gestaltet wurde. Das Alte Rathaus von Neckarrems ist seit 1755 sicher nachgewiesen. Es besitzt ein Giebelfachwerk aus dem Jahr 1915 und wurde bis 1971 als Rathaus genutzt. Später beherbergte es die Diakoniestation von Remseck.
Am Hechtkopf, dem Mündungsbereich der Rems in den Neckar, befand sich das bis 2020 genutzte und mittlerweile abgerissene Remsecker Rathaus. Bereits von 1971 an diente es als Rathaus der Vorgängergemeinde Neckarrems. Auf demselben Areal befindet sich auch der Rathaus-Neubau von 2020 mitsamt neu errichtetem Marktplatz, der Stadthalle und dem sogenannten Kubus, welcher eine städtische Mediathek und das Stadtarchiv beherbergt.

#### Sakrale Bauwerke
In Aldingen befindet sich die evangelische Margaretenkirche. In der Umgebung der Margaretenkirche sind die ältesten Gebäude Aldingens zu finden, darunter das sogenannte Pfaffenhaus, das mutmaßlich älteste erhaltene Gebäude in Aldingen. Ursprünglich Wohnsitz des Gemeindepfarrers richteten die ersten jüdischen Bürger Aldingens im 18. Jahrhundert hier einen Betraum ein. Später befand sich der jüdische Betsaal Aldingens in einem nicht mehr erhaltenen Anbau an die Kirchstraße 15. Neben dem Pfaffenhaus liegt das Alte Schulhaus. Ebenfalls in Aldingen befindet sich die 1966 fertiggestellte katholische St. Petrus Canisius-Kirche mit ihrem markanten Betonturm.
Die evangelische Kirche Hochbergs wurde 1854 anstelle einer älteren Kirche als neugotische Schlosskirche nahe dem namensgebenden Hochberger Schloss erbaut. Die katholische Kirche in Hochberg St. Nikolaus und Barbara stammt von 1971. Die ehemalige Synagoge Hochbergs aus dem Klassizismus diente längere Zeit der evangelisch-methodistischen Kirche als Gotteshaus und gehört seit 2021 dem Verein „Beth Shalom“. Auch die ältere Synagoge in Hochberg in der Hauptstraße 30 ist noch erhalten. Der jüdische Friedhof am Ortsrand Hochbergs wird als Kulturdenkmal gepflegt.
Die evangelische Pfarrkirche St. Wendelin in Hochdorf ist ein schlichter gotischer Bau mit einem aus nicht bekannten Gründen gegenüber dem Kirchenschiff um 45° gedrehten Turm. Die katholische St.-Franziskus-Kirche in Hochdorf stammt von 1976. Die evangelische Kirche St. Martin in Neckargröningen ist im Kern die älteste Kirche Remsecks. Die spätgotische Pfarrkirche St. Michael und Sebastian in Neckarrems wurde um 1500 erbaut. Die Versöhnungskirche, die katholische Kirche von Neckarrems, stammt von 1975.
Die Heilig-Geist Kirche im Remsecker Stadtteil Pattonville wurde in den 1950er Jahren noch zu US-amerikanischer Zeit erbaut und 1995 gemeinsam von der katholischen und der evangelischen Kirchengemeinde Kornwestheims gekauft und renoviert. Seit 1998 wird sie für ökumenische Gottesdienste sowie als Versammlungsraum genutzt.

#### Gedenkstätten
Im Stadtteil Hochberg wurde am 1. Juli 2019 ein Stolperstein durch den Künstler Gunter Demnig verlegt. Die Messingplatte auf dem Gehweg vor der Hauptstraße 18 erinnert an den jüdischen Viehhändler und Metzger Adolf Falk, der dort seinen letzten frei gewählten Wohnsitz hatte. Falk flüchtete im Sommer 1939 vor den Nationalsozialisten zu seinem Sohn nach England und verstarb am 5. Oktober 1943 in London.
Seit 2023 befindet sich im Schießtal zwischen Remseck-Neckargröningen und Ludwigsburg das sogenannte „MahnDenkMal Schießtal“, das die Namen von dreizehn Männern nennt, die an diesem Ort auf einem Schießstand infolge nationalsozialistischer Militärjustiz erschossen wurden. Die Namen stehen beispielhaft für mindestens 68 Personen, die im Schießtal zwischen 1944 und 1945 auf diese Weise ums Leben kamen. Bei den Getöteten handelte es sich überwiegend um Widerstandskämpfer und Deserteure.
Auf dem Neckarremser Friedhof findet sich das „Kriegerdenkmal“ von 1920, das an die Gefallenen und Vermissten des Ersten Weltkrieges erinnert. 1954 wurde es um nicht heimgekehrte Soldaten des Zweiten Weltkrieges erweitert. 2013 wurde das Denkmal von seinem ursprünglichen Standort an der Landstraße in Richtung Hegnach an den jetzigen Standort versetzt. Auch auf den Friedhöfen anderer Stadtteile finden sich Gedenkstätten für die in den Weltkriegen gefallenen Bürger der Remsecker Vorgängergemeinden, ebenso wie Gedenkstätten für die Heimatvertriebenen.

### Grünflächen und Naherholung

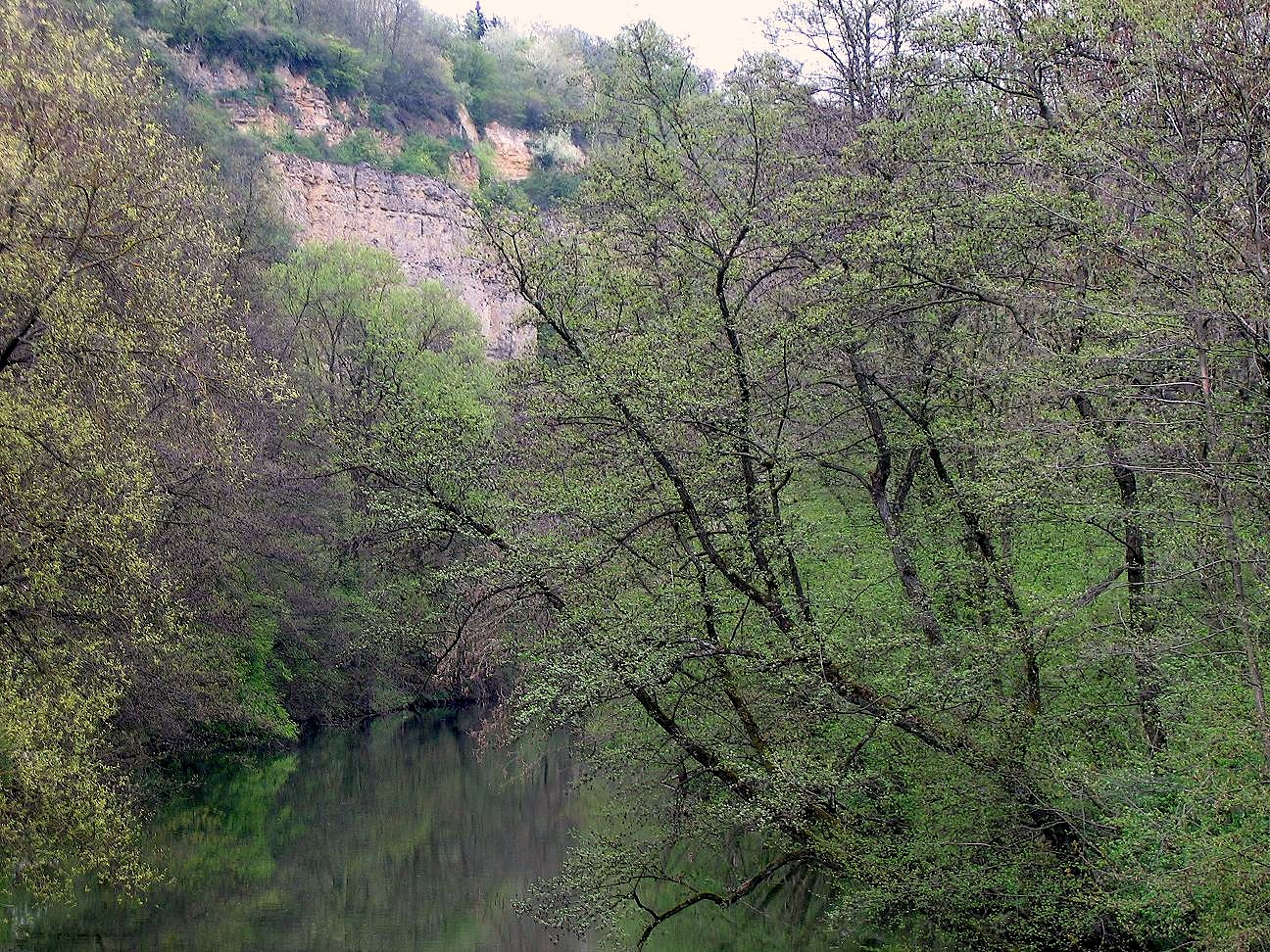
Die Rems kurz vor der Mündung in den Neckar

#### Schutzgebiete und Naturdenkmale
Remsecks Stadtteil Neckarrems hat Anteil am Naturschutzgebiet "Unteres Remstal" sowie dem daran angrenzenden Landschaftsschutzgebiet "Unteres Remstal mit Randgebieten". Mit diesen Schutzgebieten überschneidet sich zudem das gleichnamige Vogelschutzgebiet. 
Weitere Landschaftsschutzgebiete befinden sich ganz oder anteilig auf dem Remsecker Stadtgebiet, dies sind "Neckaraue zwischen Remseck-Neckarrems und Remseck-Hochberg mit Hochberger Wald, Hummelberg und Hesenbühl", "Zipfelbachtal unterhalb Hochdorf mit Roßberg, Altach und Umgebung", "Neckartal zwischen den Neckarbrücken von Hochberg und Neckarweihingen mit Randgebieten, insbesondere Uhlberg, Lochholz und Beuzlen", "Apfelbach-Lembach- und Strombachtal, einschließlich Stöckenberg, Mühläcker und Gaffert", "Hummelberg" und "Unteres Zipfelbachtal". Hinzu kommen diverse Naturdenkmale auf dem Stadtgebiet.

#### Grüne Nachbarschaft
Von 1995 bis 2018 war Remseck am Neckar Mitglied der „Grünen Nachbarschaft“, einem Zusammenschluss mehrerer Gemeinden aus dem Kreis Ludwigsburg mit dem Ziel die Kulturlandschaft zu erhalten und renaturieren. Im Rahmen der „Grünen Nachbarschaft“ entstanden in Remseck mehrere Projekte. Dazu zählen der Neckarstrand nahe der Remsmündung, dem Remsecker Obstwiesenweg zwischen den Stadtteilen Hochberg und Neckarrems sowie landschaftlichen Maßnahmen zwischen den Stadtteilen Pattonville und Aldingen. Hier insbesondere rund um das Regental, wie beispielsweise der Errichtung von Wildbienenbäumen und Pflanzung von Alleen.

#### Remstal Gartenschau 2019

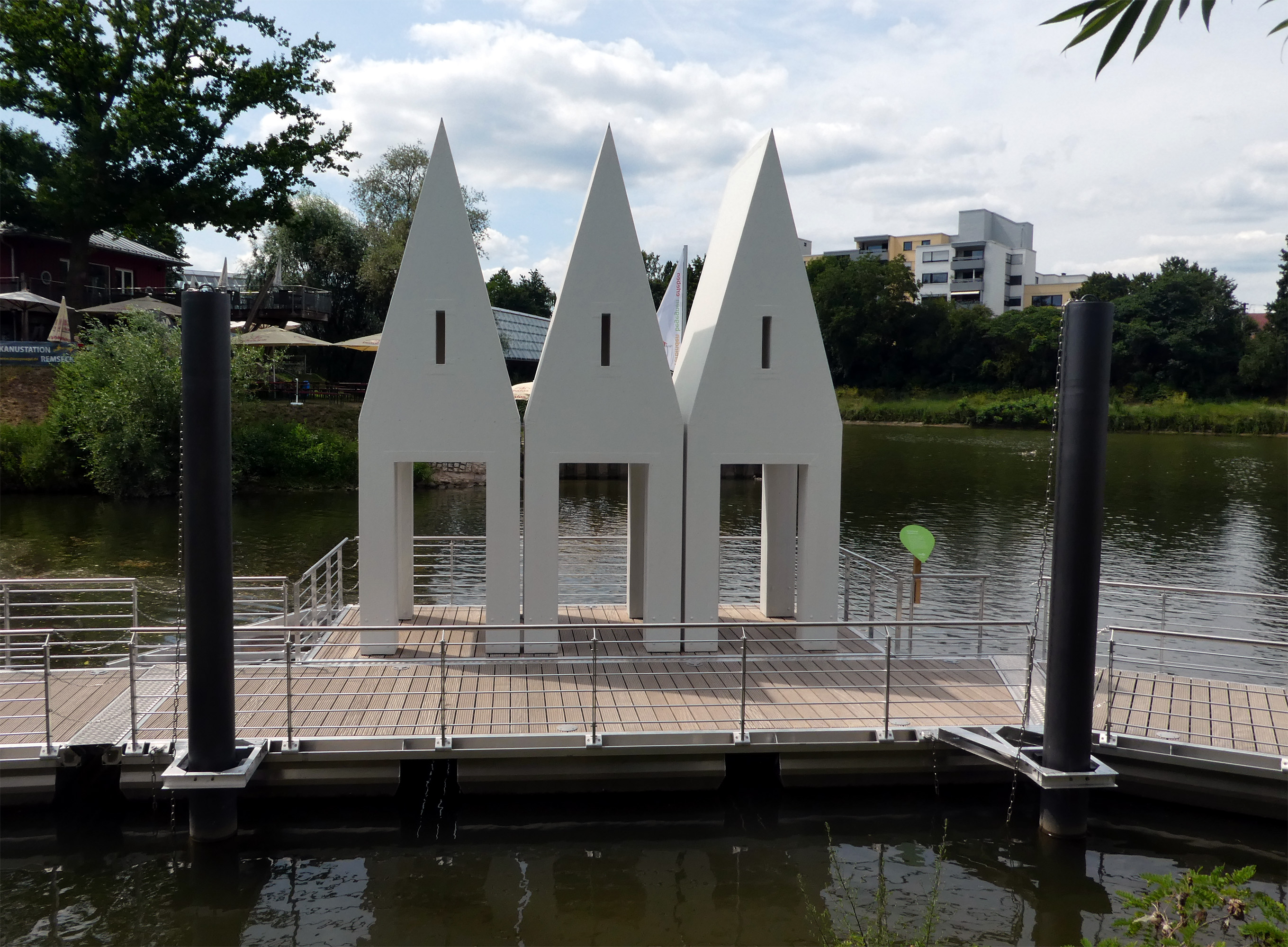
Badehaus

Vom 10. Mai bis 20. Oktober 2019 fand im Remstal ein Grünprojekt des Landes Baden-Württemberg statt, an dem sich auch Remseck beteiligte. Diese Remstal Gartenschau 2019 gehörte zu den „kleinen“ Gartenschauen, die sich jährlich mit den Landesgartenschauen abwechseln. In diesem Zusammenhang entstand in der Flussmündung der Rems in den Neckar ein Schwimmsteg mit einer Verbindung zum Neckarstrand. An den „16 Stationen“, dem Architekturprojekt der Gartenschau, beteiligte sich Remseck mit einem  „Badehaus“, das auf dem Schwimmsteg steht.

### Sport und Freizeit

#### Vereine
In Remseck am Neckar sind mehrere Sportvereine beheimatet. Der älteste und mitgliederstärkste davon ist der 1898 gegründete TV Aldingen (TVA). Neben diversen anderen Sportarten, wie zum Beispiel Tischtennis, ist der TVA als einziger Remsecker Verein im Handball aktiv. Die Jugendarbeit seiner Fußball-Abteilung wurde mehrfach durch den Württembergischer Fußballverband (WFV) und die Sepp-Herberger-Stiftung des DFB ausgezeichnet. Die Leichtathletik-Abteilungen des TV Aldingen, des SKV Hochberg und des VfB Neckarrems bilden zusammen die Startgemeinschaft LG Remseck.
Der VfB Neckarrems ist der erfolgreichste Fußballverein der Stadt. Es spielte in der Spielzeit 2010/11 in der Fußball-Oberliga Baden-Württemberg. Zur Spielzeit 2024/2025 spielte er nach mehreren Abstiegen in der Bezirksliga.  Neben dem TVA und dem VfB sind in Remseck mit dem SKV Hochberg, dem SGV Hochdorf, dem SV Pattonville und dem TSV Neckargröningen weitere Multisparten-Sportvereine aktiv. Es gibt weitere Vereine die auf einzelne Sportarten ausgerichtet sind, darunter der KVA Remseck (Ringen), der M.S.C. Aldingen (Motorsport) und die BG Remseck, die in der Basketball-Regionalliga Baden-Württemberg spielt (Stand: Saison 2024/2025).
Im Bereich Breitensport und Jugendarbeit kooperieren mehrere Remsecker Vereine unter dem Dach des „Vereine in Remseck e. V.“. Zu diesen Vereinen gehören der TV Aldingen, der TSV Neckargröningen, der SV Pattonville, der TC Neckarrems (Tennis), die BG Remseck, der TA Remseck (Taekwondo) sowie die LG Remseck.

#### Sportstätten
Remseck am Neckar verfügt für diese Vereine über mehrere Sporthallen sowie Fußball- und Leichtathletikplätze. Das Stadion im Regental, in der Nähe des Bildungszentrums im Stadtteil Aldingen, ist der größte dieser Plätze und verfügt über eine Kapazität für bis zu 7.000 Personen. Im GWV Sportpark am Hummelberg finden bis zu 2.500 Personen Platz. Hier trägt der VfB Neckarrems seine Heimspiele aus. Die größte Halle ist die Sporthalle Regental auf dem Gomperle am Ortsrand von Aldingen, die unter anderem als Heimspielstätte für die Basketballer der BG Remseck und die Handballer des TV Aldingen dient.

### Regelmäßige Veranstaltungen (Auswahl)
- Mai/Juni: Marktplatzfest (seit 2021)
- Juli: Fest am Haus der Feuerwehr (Aldingen)
- Juli: Neckarremser Straßenfest (dreitägiges Straßenfest mit Fischerstechen)
- Juli: Aldinger Sommerfest
- September: Dorffest Hochdorf
- Letzter Sonntag im Oktober: Aldinger Kirbe (verkaufsoffener Sonntag mit Gottesdiensten, Straßenfest, Flohmarkt und weiteren Veranstaltungen)
- 2. Adventswochenende: Remsecker Weihnachtsmarkt  (auf dem Marktplatz)

### Lokale Sagen
In einzelnen Remsecker Stadtteilen sind diverse Volkssagen überliefert. So ist aus Hochberg die Geschichte eines hilfreichen Fräuleins bekannt, das unterhalb von Schloss Hochberg in einem Gelass lebte, aber in Folge der Undankbarkeit eines Jungen verschwand. In Neckargröningen gibt es die Erzählung vom Schimmelreiter, einem kopflosen Reiter, den man des Öfteren am Neckarufer gesehen hat. Unter dem Namen Schimmelreiter kennt man in manchen lokalen Varianten der Sage den Vorreiter des Wilden Heers, von dem im Remsecker Raum unter anderem aus Aldingen Erzählungen überliefert sind. Daneben wird von weiteren Aldinger Sagen berichtet, die bekanntesten sind jene von den Schlossfräulein, Geistererscheinungen, deren aufgehängte Wäsche einen Wetterwechsel ankündigte, vom Veltle, einem von mehreren hilfreichen Geistern, die den Aldinger Winzern bei der Arbeit halfen, sowie vom Holzbachgeist, der von einem tapferen Bauern erlegt wurde. Zudem soll einst ein Tunnel das Aldinger Schlössle mit Neckarrems verbunden haben.

## Wirtschaft und Infrastruktur

### Verkehr

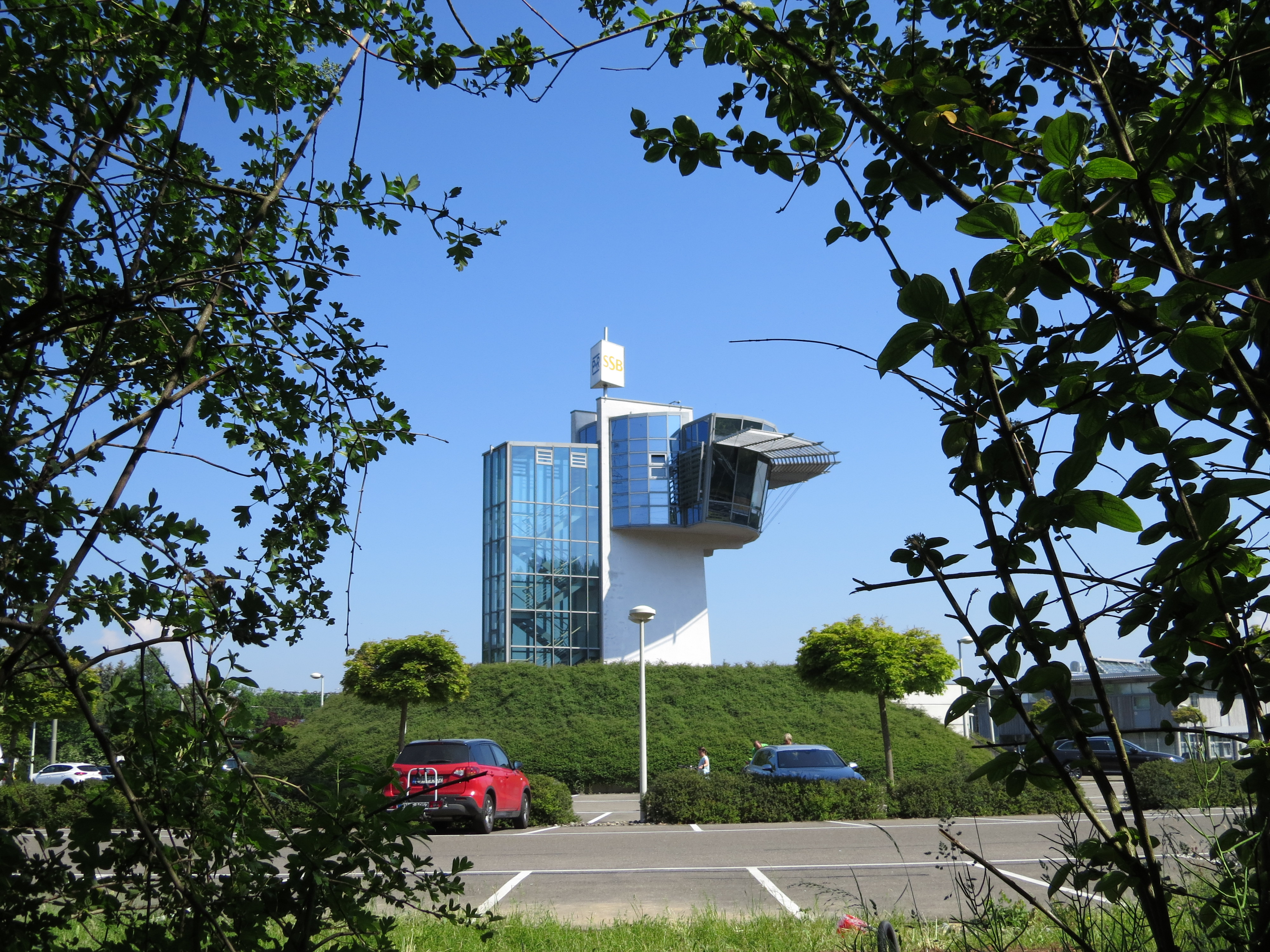
Betriebshof der Stuttgarter Stadtbahn in Remseck-Aldingen, Turm der Leitstelle (2020)

#### Straßenverkehr
Auf dem Remsecker Stadtgebiet gibt es keine Anbindung an Autobahnen oder Bundesstraßen. Das Stadtgebiet wird jedoch von Landesstraßen durchzogen, die im Bereich der Remsecker Stadtmitte einen regionalen Verkehrsknoten bilden. Die Neckarbrücken (L 1140, L 1100) sind besonders im Berufsverkehr stark belastet, eine zusätzliche geplante Neckarquerung soll hier Abhilfe schaffen.
Die B 27 ist über die L 1144 in Kornwestheim und die L 1140 in Ludwigsburg zu erreichen. Die L 1144 trifft südlich von Aldingen auf die L 1100, die L 1140 nördlich von Aldingen bei Neckargröningen. Die L 1100 selbst verläuft entlang des Neckars durch das Stadtgebiet und verbindet Remseck im Norden mit Ludwigsburg (Stadtteile Poppenweiler und Neckarweihingen) und Marbach sowie im Süden mit Stuttgart (Stadtteil Mühlhausen). Im Bereich der Stadtmitte zweigen die L 1142 nach Waiblingen, die L 1197 nach Fellbach und erneut die L 1140 nach Schwaikheim ab.
Die A 81 Stuttgart-Heilbronn ist über die Anschlussstellen Stuttgart-Zuffenhausen (via B 27 und B 10), Ludwigsburg-Nord (via B 27) oder Ludwigsburg-Süd (via B 27) erreichbar. Kreisstraßen ergänzen das Verkehrsnetz und verbinden die Stadtteile sowie angrenzende Orte.

#### Bahn- und Busverkehr
In den Jahren 1910 bis 1923 waren die damaligen Gemeinden Neckargröningen und Aldingen durch die Ludwigsburger Oberleitungs-Bahnen mit dem Bahnhof Ludwigsburg verbunden. Seit 1999 ist Remseck am Neckar an das Stadtbahnnetz der Landeshauptstadt Stuttgart angeschlossen. Von der Endhaltestelle Remseck-Neckargröningen ist mit der Linie U12 (Remseck–Stuttgart Hauptbahnhof–Dürrlewang) tagsüber alle 10 Minuten der Hauptbahnhof Stuttgart in 25 Minuten zu erreichen. Auf Remsecker Stadtgebiet gibt es vier Haltestellen, das sind neben der Endhaltestelle in Neckargröningen noch die drei Aldinger Haltestellen Brückenstraße, Mühle und Hornbach. Eine Erweiterung der Stadtbahn von Aldingen nach Pattonville ist in Diskussion. Den öffentlichen Personennahverkehr (ÖPNV) bedienen ferner diverse Buslinien, über welche die Remsecker Stadtteile miteinander (StadtBus Remseck) und mit den Nachbarstädten verbunden sind. Alle Linien sind zu einheitlichen Preisen innerhalb des Verkehrs- und Tarifverbunds Stuttgart (VVS) zu benutzen.
Ebenfalls seit 1999 befindet sich auf einem Gelände am Neckar im Stadtteil Aldingen ein Betriebshof der Stuttgarter Straßenbahnen AG (SSB), der etwa 40 Fahrzeuge beherbergt. Dort befinden sich auch die Haltestelle Hornbach der U12 sowie ein großer kostenloser Parken-und-Reisen-Platz.

#### Schifffahrt
In Remseck werden die Anlegestellen Aldingen und Neckargröningen durch das Personenschifffahrts-Unternehmen Neckar-Käpt'n angefahren. Die Anlegestelle Aldingen befindet sich dabei flussaufwärts der Staustufe Aldingen, während die Anlegestelle Neckargröningen unterhalb der Staustufe nahe der Stadtmitte liegt.

#### Radverkehr
Durch Remseck verlaufen verschiedene Landes-Radfernwege: 
- Der Neckartal-Radweg[62] führt von Villingen-Schwenningen nach Mannheim
- Der Remstal-Radweg[63] führt von Aalen kommend zur Mündung der Rems in den Neckar in Remseck und verläuft dann noch durch Fellbach und Kernen im Remstal nach Weinstadt.
- Der Württemberger Weinradweg[64] verläuft von Rottenburg am Neckar nach Niederstetten. In Remseck ist er mit dem Neckartal-Radweg identisch.

Der Alb-Neckar-Radweg führte von Lorch kommend durch das Remstal nach Remseck, ist aber seit 2023 nicht mehr ausgeschildert.

#### Flugplatz
Im Süden von Pattonville befindet sich der sich der Flugplatz Pattonville, der von verschiedenen Vereinen für Segel- und Motorflug genutzt wird. Dort ist zudem der Rettungshelikopter Christoph 51 stationiert. Der Flugplatz selbst befindet sich auf der Gemarkung des Stuttgarter Stadtteils Mühlhausen, ist aber nur über die von Aldingen über Pattonville nach Kornwestheim führende L 1144 zu erreichen.

### Medien
Über das lokale Geschehen in Remseck am Neckar berichten zahlreiche Medien, unter anderem die Ludwigsburger Kreiszeitung mit ihrer Beilage und die Ludwigsburger Redaktion der Stuttgarter Zeitung. Jeden Donnerstag erscheint das Amtsblatt der Stadt, die Remseck Woche, mit einer Auflage von über 3.490 Exemplaren. Für Pattonville gibt der Zweckverband alle zwei Wochen die Pattonville Info heraus.

### Öffentliche Einrichtungen
Remseck am Neckar unterhält eine städtische Mediathek, die im Kubus, einem Anbau des Rathauses, untergebracht ist. Als Ergänzung dazu unterhält Remseck in der Aldinger Kelter, in Hochberg, im Schloss Hochdorf sowie beim Bürgertreff Pattonville Büchereien als Zweigstellen der städtischen Mediathek. Das Remsecker Haus der Bürger im Stadtteil Aldingen dient als Zentrum für bürgerschaftliches Engagement und steht Remsecker Vereinen und Personen für nichtkommerzielle Veranstaltungen zur Verfügung.
Die kreiseigenen Kleeblatt Pflegeheime betreiben in Aldingen und in Pattonville je ein Alten- und Pflegeheim. Außerdem unterhält die Evangelische Heimstiftung am Remsufer in Neckarrems und der Betreiber BeneVit Gruppe in Hochberg jeweils ein Pflegeheim. Insgesamt gibt es in Remseck am Neckar somit ca. 150 Pflegeplätze für Senioren.
Die Freiwillige Feuerwehr Remseck unterhält zwei Standorte. Das Feuerwehrhaus „Rechts des Neckars“ am Ortsrand von Neckarrems mit Zuständigkeit für die rechts des Neckars gelegenen Stadtteile Neckarrems, Hochberg und Hochdorf sowie das für die anderen Stadtteile Aldingen, Neckargröningen und Pattonville zuständige „Haus der Feuerwehr“ in Aldingen.

### Bildung
In Remseck am Neckar gibt es mehrere Kindergärten pro Stadtteil, teilweise auch mit Angeboten für die Betreuung von Kindern unter drei Jahren. Zudem besitzt jeder Stadtteil ein Grundschul-Angebot. Hierzu zählen die Aldinger Neckarschule, die Neckarremser Kelterschule (mit Außenstelle in Neckargröningen) sowie die Grundschulen in Hochberg, Hochdorf und Pattonville.
Darüber hinaus unterhält die Stadt Remseck am Neckar drei weiterführende Schulen. Zwei davon befinden sich im Stadtteil Aldingen. Im dortigen Ortskern teilt sich hierbei die Wilhelm-Keil-Schule (Gemeinschaftsschule) einen Schulstandort mit der Neckarschule. Ein zweiter Schulstandort in Aldingen ist das am Rande des Wohngebiets Halden auf dem Gomperle gelegene Bildungszentrum Remseck mit dem Lise Meitner Gymnasium. Im Stadtteil Pattonville gibt es die aus der einstigen Realschule Aldingen heraus entstandene Realschule Remseck. Diese nutzt seit 1997 das Gelände der ehemaligen amerikanischen Middle School von Pattonville, das durch den Abzug der Amerikaner 1994 frei wurde. Zuvor war die Realschule auf dem nun von der Wilhelm-Keil-Schule genutzten Campus der Aldinger Neckarschule untergebracht gewesen.
Im Haus der Bürger befindet sich die Remsecker Außenstelle der vom Landkreis unterhaltenen Schiller Volkshochschule. Im Remsecker Rathaus ist zudem die Musikschule Remseck untergebracht, die in allen Stadtteilen Unterricht anbietet.

### Jugend
Für die Kinder und Jugendlichen von Remseck existiert seit 2005 ein Jugendhaus. Dazu wurden die Räume des alten Jugendreferats in Containerbauweise an der Meslay-Du-Maine-Straße zum „Haus der Jugend“ umgebaut. Das „Haus der Jugend“ befindet sich damit an einem zentralen Ort zwischen der Stadtbahn-Endhaltestelle Neckargröningen und dem Bildungszentrum am Ortsrand von Aldingen. Im Keller des Hauses der Jugend befindet sich das „Café Impuls“, das die Räume für die offene Jugendarbeit sowie für Veranstaltungen beherbergt. Ganz in der Nähe liegt auch die „Nische“, die einen modernen Skatepark und ein Beachvolleyballfeld umfasst.

## Persönlichkeiten

### Ehrenbürger
Die Stadt Remseck am Neckar hat folgenden Personen das Ehrenbürgerrecht verliehen:
- 2009: Peter Kuhn (1939–2021), Bürgermeister von Remseck am Neckar (1975 – 1998)[71]
- 2012: Heinz Pfizenmayer (1922–2016), Gemeinderat in Remseck am Neckar, ehrenamtlicher Stadtarchivar und Herausgeber der Heimatkundlichen Schriftenreihe der Stadt Remseck[72]
- 2023: Rüdiger Stihl
- 2023: Erika Raupp, Gemeinderätin in Remseck am Neckar von 1975 bis 2009, Gründerin des Fördervereins der Wilhelm-Keil-Schule, Gründerin des Fördervereins der Kleeblatt Pflegeheime
- 2023: Karl-Heinz Schlumberger, Oberbürgermeister von Remseck am Neckar (1998 – 2014)

### Söhne und Töchter der Stadt
- Magnus Hesenthaler (1621–1681), Politologe und Historiker, geboren in Hochdorf
- Heinrich von Kaltental († 1608), Erbauer von Schloss Aldingen
- Georg Friedrich von Kaltental (1649–1697), geboren in Aldingen, ihm zu Ehren steht in Aldingen die Statue Georg Friedrich von Kaltental und die Waise Adiz (Beton-Plastik von Peter Lenk)[73]
- Georg Wolf von Kaltental (1681–1746), geboren in Aldingen, Direktor des Ritterkantons Kocher (seit 1731), Obervogt zu Kirchheim, Nürtingen, Denkendorf, Wendlingen, Neidlingen und Owen (seit 1733), letzter kaltentalischer Herr von Aldingen[17]
- Karl Ludwig von Gemmingen (1700–1752), württembergischer Legationsrat
- Friedrich von Knauss (1724–1789), deutscher Kleinuhrmacher, Automatenbauer und Erfinder, geboren in Aldingen
- Johann Christian Hiller (1734–1820),[74] Pfarrer, Klosterprofessor in Maulbronn, Lehrer des Dichters Friedrich Hölderlin, später Württembergischer Rat und Abt des Klosters Anhausen an der Brenz (heute Ortsteil von Herbrechtingen), Sohn des Liederdichters Philipp Friedrich Hiller (siehe unten).
- Friedrich Heim (1789–1850), geboren in Hochdorf, evangelischer Pfarrer und Gründer der Paulinenpflege Winnenden
- David G. Jüngling (1808–1877), wanderte 1823 von Aldingen in die Vereinigten Staaten aus. Er anglisierte seinen Nachnamen zu Yuengling und gründete 1829 die „Eagle Brewery“ in Pottsville (heute D. G. Yuengling & Son), die älteste heute noch bestehende Brauerei der USA.
- Seligman Löb Straus (1815–1880), Gründer der Bettfedernfabrik Straus & Cie., der ehemals weltweit größten Fabrik dieser Art, geboren in Hochberg
- Benedikt Elsas (1816–1876), württembergischer Weber und Unternehmer, geboren in Aldingen
- Ludvig Holstein-Ledreborg (1839–1912), dänischer Politiker, 1909 Ministerpräsident
- Wilhelm Rösch (1850–1893), Bildhauer, geboren in Neckarrems
- Ulrich Kienzle (1936–2020), Journalist und Nahost-Experte, Mitarbeiter beim ZDF und bei 3sat, bekannt durch die ZDF-Politsendung Frontal, geboren in Neckargröningen, aufgewachsen in Neckarrems.
- Thomas Zoglauer (* 1960), Philosoph
- Swantje Sperling (* 1983), Landtagsabgeordnete
- Fabio Leutenecker (* 1990), Fußballspieler
- Gianni Otto (* 1995), Basketballspieler

### Weitere Persönlichkeiten, die mit der Stadt in Verbindung stehen
- Wolf Philipp von Hirnheim († 1546), Marschall von Württemberg, sein Grabdenkmal ist in der Margaretenkirche in Aldingen[75]
- Philipp Friedrich Hiller (1699–1769), Liederdichter, wirkte von 1732 bis 1736 als Pfarrer in Neckargröningen
- Mayer Levi (1814–1874), wirkte von 1836 bis 1843 als Chasan der jüdischen Gemeinde in Aldingen
- George S. Patton (1885–1945), Namenspatron von Pattonville
- Alfred Neubauer (1881–1980), ehemaliger Rennfahrer und Mercedes-Rennleiter, lebte zuletzt in Aldingen und ist auf dem dortigen Friedhof beerdigt[76]
- Nikolaus Laing (1921–2013), Unternehmer und Erfinder sowie Eigner eines physikalisch-technischen Instituts in Aldingen, ebenda beigesetzt
- Richard Zettler (1921–2015), Musikdirektor des Musikvereins Aldingen von 1968 bis 1986, leitete die Musikschule Remseck von 1978 bis 1986
- Rainer Adrion (* 1953), ehemaliger Fußballtrainer der deutschen U21-Nationalmannschaft und ehemaliger Fußballspieler
- Leonie Maier (* 1992), Fußball-Nationalspielerin, die aus der Jugend des TV Aldingen hervorging